# JULIA (AV女優)
JULIA（ジュリア、1987年5月25日 - ）は、日本のAV女優。C-more エンターテイメント所属。

## 来歴
2010年4月、アダルトビデオメーカー・E-BODYの専属女優としてAVデビュー。3作品に出演した後、メーカー専属を離れ企画単体女優となる。その後、活動を一時休止。
2012年2月よりMOODYZ（ムーディーズ）と溜池ゴローの2社専属で活動を再開。同年に行われたアダルトビデオ30周年記念企画『AV30』の人気投票で29位にランクインした。
2013年10月で溜池ゴローの専属が終了し、11月よりOPPAI専属となる。2014年2月10日にツイッターと中国版ツイッター・新浪微博（ウェイボー）を開設。4月11日から13日まで、Men'sMaxイメージガールとして上海アダルトエキスポ2014に出演。その後もMen'sMaxイメージガールとして中国を中心にイベント出演。

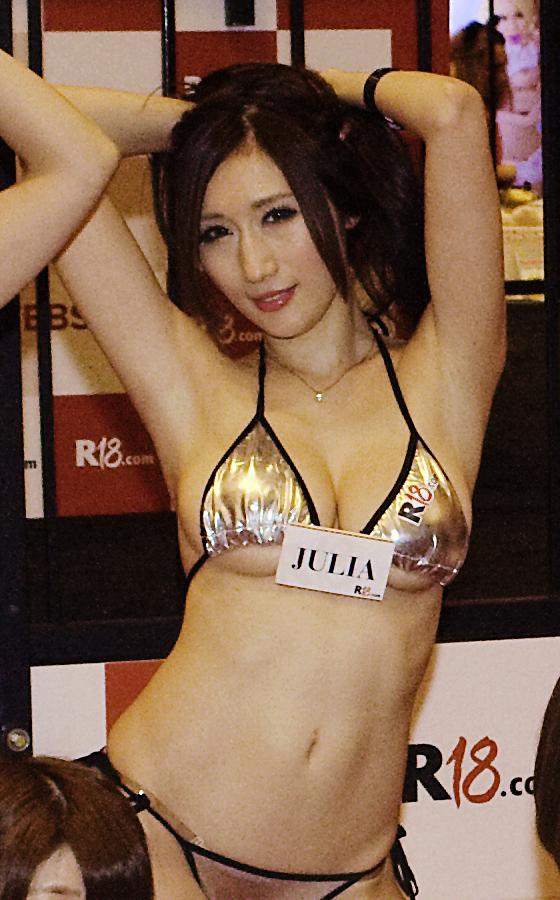
2016年撮影

DMMアダルトアワード2014では最優秀女優賞にノミネートされ、以降DMM.R18アダルトアワード2016まで3年連続ノミネートし、アワードのノミネート回数の最大記録を残した。DMM.R18アダルトアワード2016では特別賞を受賞している。
2018年4月でMOODYZの専属が終了し、5月よりワンズファクトリー専属となった。
2018年10月31日、「JULIA写真集プロジェクト」を立ち上げ、「NO NUDE」「コスプレ」「ボンテージ」「ボディペイント」の4テーマ別のセルフプロデュース写真集を制作すると発表。クラウドファンディングプラットフォームCAMPFIREにて12月15日まで支援者（パトロン）を募集し、最終的には目標額300万円を上回る610万4千円を集めた。
2020年12月、「FLASH 2020年現役最強セクシー女優BEST100」読者投票・巨乳部門第2位選出（総合14位）。
2021年8月発表「読者300人が選んだFLASH 2021セクシー女優ランキング」読者投票45位。
FANZA発表2021年年間AV女優ランキング13位を獲得。2022年5月に発表されたアサヒ芸能「2022現役AV女優SEXY総選挙」で第12位。
2023年5月に発表されたアサヒ芸能「2023現役AV女優SEXY総選挙」第22位。関東圏16位、関西圏47位という内訳であった。同年9月15日から東京・アトリエY原宿にて「JULIA×福島裕二写真展-Ensemble-」を開催。
2023年10月27日、FANZA「11月19日は#いい熟女の日! 熟女・人妻キャンペーン2023」のキャンペーンガールに白石茉莉奈、奥田咲、希島あいり、木下凛々子、風間ゆみと共に就任。
同年12月11日週FANZA通販フロアランキングにて、『向かい部屋に住むいつもは地味なママチャリ妻が旦那の不在中、僕に全裸を見せつけてきた日は不倫中出しOKのサインです JULIA』が初登場8位ランクイン。

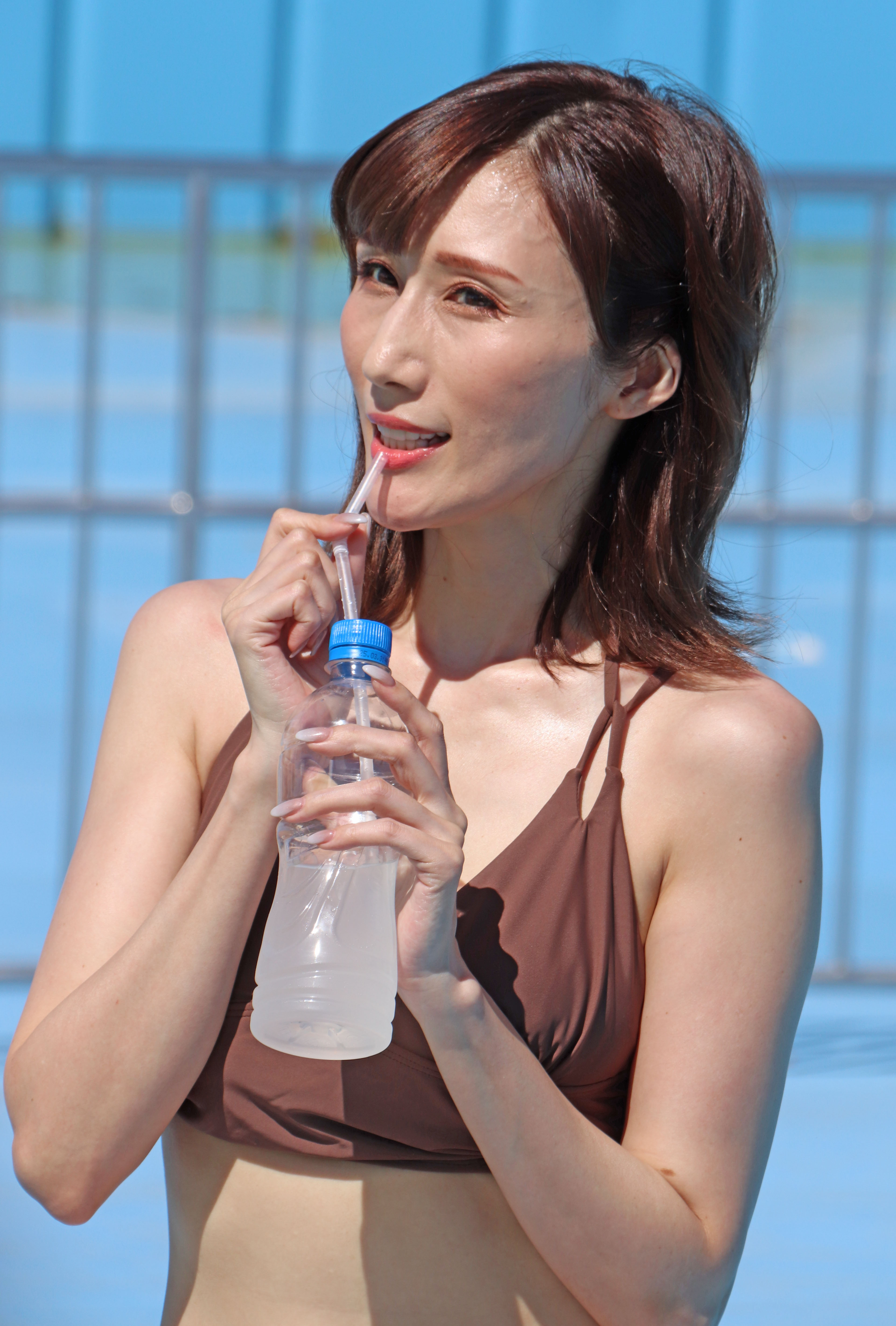
2024年 キャリア初のプール撮影会にて

2024年2月19日週FANZA通販フロアランキングにて、『妻のJULIAに青春SEXを誘われて… 制服姿の妻にマンネリ吹き飛びヤリ狂い中出し』が初登場10位にランクイン。
2024年4月発売『アサヒ芸能』発表「2024現役AV女優セクシー総選挙」において総合16位となる。同誌では熟乳好き中高年ファンを増やしたことで巻き返したと分析された。
2024年8月12日週FANZA通販フロアランキングにて、『先生、君のこと寝取っていい? 妊活中の人妻先生は思春期の女子生徒たちの彼氏を危険日に寝取りまくって子種ザーメンが逆流するまで中出しを求めている女教師でした。 JULIA』（本中）が8位にランクイン。
同年9月15日に埼玉県・しらこばと水上公園で開催されたプール撮影会『TREND GIRLS 撮影会 2024』に参加。プール撮影会への参加はこれが初となる。FANZA通販フロア2024年9月度月間AV女優ランキングで7位にランクインした。
同年10月28日週FANZA通販ランキングにおいて、『憧れのデカパイ先生と15年ぶりに同窓会で再会…色気を増した魔性のフェロモンに誘われて朝まで夢中でヤリまくった夜。 JULIA』が初登場3位にランクイン。
同年12月9日週FANZA通販フロアランキングでは『「一緒に食べませんか?」ラブホテルで性欲とヒマを持て余した人妻が全裸にバスタオル一枚でフードデリバリー配達員を誘惑!! JULIA』が初登場1位ランクイン。
2025年2月17日週FANZA通販フロアランキングにて出演した『「チンチン大きくさせてごめんなさい…」絶品ボディに勃起したボクをヌイてくれた叔母さんと中出し温泉不倫ごっこ JULIA』（痴女ヘブン）が初登場4位。また、FANZA通販フロア2025年2月度月間AV女優ランキングにて第6位にランクイン。同年4月度FANZA通販フロア女優ランキングでは8位。
同年5月4日には、埼玉県・しらこばと水上公園で行われたプール撮影会『TREND GIRLS撮影会2025』に参加した。
同年6月23日週 FANZA通販フロアランキングにて『おっぱいチュパチュパ保育園 バブみ淫語6コーナー 密着甘やかし射精11発!』（ワンズファクトリー）が初登場2位ランクイン。

## 人物
東京都出身。趣味は自分磨き、読書。特技は簿記（2級）、猫に懐かれる事。AV女優になる以前は医療事務をしていた。
妖艶な痴女役で人気が出たことや、相手を困らせる役柄がはまり役となったことでSっ気が強いと思われがちだが、ずっとSだと疲れるためプライベートでは受け身がいいと明かしている。デビュー間もない頃は痴女という概念がわからず見よう見まねだったが、ある時期に「オートでできるようになった」とのこと。作品によっては逆にAVっぽさは控えめにし、痴女の風味を抑えることもある。またイチャラブ系作品を初めてできた時はうれしかったが「案外難しい」とインタビューで回答している。
101cm（Jカップ）の爆乳に55cmのウエストというプロポーション。デビュー時はバスト100cmで、3サイズがそのままデビュー作のタイトル（『B100 W55 H84 DEBUT JULIA!!!』）に使われた。
住んでいた部屋でボヤが起こり、修繕に100万円以上かかると言われたが、火災保険が切れていたためにお金が必要となった。そんな時に友人のつてでAV事務所で話を聞き、AVなら大金が稼げると知ったことがAV出演のきっかけ。
活動休止が一部で引退ととらえられた事について「本当はただ暫くお休みしてただけなんですけど、世間では勝手に引退扱いになってました（笑）。」と、デビュー7周年を記念したインタビューで答えている。
初体験は17歳で、デビュー前の経験人数は30人。デビュー前のセックスについては、マグロだったとインタビューで答えており、そのためセックスに対してあまりいい印象はなく、「自分の身体はホール、道具だと思ってました。寂しい時とかに人を呼ぶのには使えるわけじゃないですか。そう思ってたから、商品として出しますよ、っていうのができたのかもしれない」と語っている。AV出演後は、自分の身体を悪い意味で道具だとは思わなくなり、むしろ「この道具を大事にしよう」という気持ちに変わり、セックスについても気持ち良いと感じられるようになったと答えている。
元々はAV出演以外の活動は行っていなかったが、2012年に活動を再開してからは、写真集・イメージDVD・カレンダーの発売、テレビ出演、雑誌のグラビア、イベント参加など幅広く活動している。2013年7月には、他のAV女優と共に台湾でのイベントにも参加している。また、同年10月下旬には、事務所の後輩である美里有紗と共にオーストラリアロケを行い、写真集やグラビア、イメージDVDを撮影している。ライターの杜哲哉によればエキゾチックなルックスから海外にファンが多いとされる。
みうらじゅん、リリー・フランキーは支持者として知られ、両者が選評を務める『SPA!』（扶桑社）グラビアン魂にも度々掲載されている。みうらは写真集『secret J』（2022年）を絶賛しており、リリーは「胸と乳首が最高峰」と評している。それ以外の部位についても「JULIAともなってくるとねえ」とのこと。

## 作品

### アダルトDVD / BD

#### 2010年代
| 発売日   | タイトル                                                                          | 規格品番  | 規格品番 | メーカー                 | 備考           |
| 発売日   | タイトル                                                                          | DVD       | BD       | メーカー                 | 備考           |
| -------- | --------------------------------------------------------------------------------- | --------- | -------- | ------------------------ | -------------- |
| 4月13日  | B100 W55 H84 DEBUT JULIA!!!                                                       | EBOD-109  |          | E-BODY                   |                |
| 5月13日  | 艶めかしい美体の猿並み性交                                                        | EBOD-113  |          | E-BODY                   |                |
| 6月13日  | 接吻する肉体                                                                      | EBOD-118  |          | E-BODY                   |                |
| 7月1日   | 妄想淫語で指入れオナニー                                                          | WNZ-228   |          | ワンズファクトリー       |                |
| 7月1日   | Boin「JULIA」Box                                                                  | BOBB-069  |          | ABC/妄想族               |                |
| 7月5日   | 爆乳クビレちゃん VS デカチン筋肉マン                                              | WSS-136   |          | ワープエンタテインメント |                |
| 7月13日  | パーフェクトBODYの卑猥なセックス                                                  | SMA-490   |          | マルクス兄弟             |                |
| 7月5日   | 同棲カップルの家に密着取材にきたカメラマンが 巨大チンポだったら彼女を寝取れるか!? | HJMO-176  |          | はじめ企画               | ノンクレジット |
| 7月16日  | 狂いたい爆乳                                                                      | BOIN-055  |          | ex/映天                  |                |
| 7月19日  | 爆乳人妻のいやらしい浮気                                                          | PPPD-102  |          | OPPAI                    |                |
| 7月30日  | 乳奴隷 乳フェチ陵辱                                                               | BOBB-073  |          | BoinBB/妄想族            |                |
| 8月13日  | ズッポリ丸呑みディルド騎乗位オナニー                                              | SMA-498   |          | マルクス兄弟             |                |
| 8月19日  | OPPAIファン感謝祭 JULIAの素人男性とパイズリFUCK SP                                | PPPD-104  |          | OPPAI                    |                |
| 8月25日  | ザーメン500連発の洗礼                                                             | DASD-118  |          | ダスッ!                  |                |
| 8月25日  | 露出人妻 パーフェクトボディ                                                       | JUC-369   |          | マドンナ                 |                |
| 8月27日  | 巨乳素人図鑑 01 100cmJcup 着衣で自己主張する素人娘の胸                            | AOZ-030   |          | 青空ソフト               |                |
| 9月15日  | 後ろからムギュッって服従させて、最後は谷間にパイズリ挟射                          | CWM-107   |          | ワープエンタテインメント |                |
| 9月16日  | ワケあり募集妻 あの…人妻でも大丈夫でしょうか…                                     | WIFE-40   |          | タカラ映像               |                |
| 9月19日  | 爆乳看護婦の母性愛                                                                | OKSN-045  |          | ABC/妄想族               |                |
| 9月23日  | JULIA 露出×羞恥                                                                   | SDMT-213  |          | SODクリエイト            |                |
| 10月1日  | 淫乱BODY女医の射精クリニック                                                      | PPS-227   |          | ワンズファクトリー       |                |
| 10月1日  | お仕事中のおっぱいがあたるシチュエーション あるある!!                             | BOIN-064  |          | ex/映天                  |                |
| 10月1日  | 働く女の黒ストッキング足コキ                                                      | FETI-008  |          | Fetishist/妄想族         |                |
| 10月19日 | 細身BOIN女教師 男を誘惑してしまう身体                                             | PPPD-114  |          | OPPAI                    |                |
| 10月22日 | 女教師JULIA                                                                       | XV-892    |          | MAX-A                    |                |
| 10月23日 | JULIA                                                                             | VGD-075   |          | HMJM                     |                |
| 11月1日  | 超絶品極太ディープスロート 〜自ら喉奥までクワえる女〜                             | MIXS-006  |          | MOODYZ                   |                |
| 11月18日 | ワリキリ、ハミ乳妻貸し切り。1                                                     | DLD-016   |          | プレステージ             |                |
| 11月18日 | 超高級ソープ嬢                                                                    | SDMT-267  |          | SODクリエイト            |                |
| 11月19日 | おっぱいデカ過ぎ、ゆれ乳ビッチ                                                    | CRPD-368  |          | CROSS                    |                |
| 11月19日 | 巨乳他人妻の肉交                                                                  | TUMA-004  |          | 胸キュン喫茶             | 京香 名義      |
| 11月26日 | 巨乳触診カルテ                                                                    | SERO-0049 |          | EROTICA                  |                |
| 12月2日  | いまどきのキャリアOL 2                                                            | NDR-010   |          | プレステージ             |                |
| 12月7日  | JULIAちゃんタオル一枚男湯入ってみませんか? HARD                                   | SDMT-286  |          | SODクリエイト            |                |
| 12月10日 | 鬼パイズリ地獄                                                                    | EMU-073   |          | REAL                     |                |
| 12月13日 | 還り咲きSSS-BODY4時間SP                                                           | EBOD-136  |          | E-BODY                   |                |
| 12月19日 | ボインボックス JULIAベスト4時間                                                   | BOMN-026  |          | BoinBB                   | 単体ベスト     |
| 12月19日 | 乳イカせ 突然犯されてもイッちゃう敏感おっぱい                                     | PPPD-120  |          | OPPAI                    |                |
| 12月19日 | 爆乳人妻温泉不倫旅行                                                              | RKI-100   |          | ROOKIE                   |                |
| 12月25日 | 麗しのキャンペーンガールAGAIN 3                                                   | HMGL-048  |          | HMJM                     |                |
| 12月25日 | 隣に住んでいる美人お姉さんの、熱い接吻と抱擁                                      | BEB-001   |          | 美                       |                |

| 発売日  | タイトル                                                          | 規格品番 | 規格品番 | メーカー             | 備考       |
| 発売日  | タイトル                                                          | DVD      | BD       | メーカー             | 備考       |
| ------- | ----------------------------------------------------------------- | -------- | -------- | -------------------- | ---------- |
| 1月13日 | 超絶品ボディ                                                      | MIAD-491 |          | MOODYZ               |            |
| 1月14日 | ビニ本女                                                          | UPSM-109 |          | MAX-A                |            |
| 1月19日 | 無言で始まる贅沢おっぱい熱中SEX                                   | PPPD-123 |          | OPPAI                |            |
| 1月22日 | 麗しの家庭教師 AGAIN 2                                            | HMGL-051 |          | HMJM                 |            |
| 1月25日 | 接吻先生JULIAの筆下ろし                                           | BEB-003  |          | 美                   |            |
| 2月1日  | FETISH BODY                                                       | MIAD-495 |          | MOODYZ               |            |
| 2月13日 | JULIAが自宅に押しかけSEXしまくり                                  | MIAD-498 |          | MOODYZ               |            |
| 2月15日 | 巨乳女医と微乳ナースの癒らし治療HOSPITAL                          | PPS-234  |          | ワンズファクトリー   |            |
| 2月19日 | 極上Jカップ美人妻は酔ったらヤリマン。                             | CRPD-377 |          | CROSS                |            |
| 2月19日 | 美しい彼女SP                                                      | MVFD-036 |          | エムズビデオグループ |            |
| 2月19日 | 細身BOINナース 患者を勝手に癒してしまう笑顔と身体                 | PPPD-126 |          | OPPAI                |            |
| 2月19日 | 3D × JULIA 完璧なボディと超立体映像                               | RKI-111  |          | ROOKIE               |            |
| 2月23日 | 続・エロ一発妻 06                                                 | TDT-018  |          | プレステージ         |            |
| 2月25日 | 素晴らしいカラダの誘惑騎乗位                                      | BEB-005  |          | 美                   |            |
| 3月1日  | 爆乳人妻の勝手に誘惑ノーブラ生活                                  | MIAD-501 |          | MOODYZ               |            |
| 3月19日 | マジックミラー号がイク!! 童貞クンいらっしゃい♡ 筆下ろし逆ナンパ   | SDMT-370 |          | SODクリエイト        |            |
| 3月19日 | 癒しの爆乳くびれお姉さん 〜JULIAお姉さんのおっぱい独占〜          | PPPD-129 |          | OPPAI                |            |
| 3月25日 | チンポをむさぼる爆乳人妻                                          | BEB-007  |          | 美                   |            |
| 4月1日  | JULIA先生の誘惑授業                                               | IPTD-711 |          | アイデアポケット     |            |
| 4月19日 | 押しの強い爆乳女の熱くねっとり下品なSEX                           | PPPD-133 |          | OPPAI                |            |
| 4月19日 | JULIAの超爆乳オイルファック                                       | RKI-121  |          | ROOKIE               |            |
| 5月1日  | 両手禁止                                                          | MIAD-513 |          | MOODYZ               |            |
| 5月1日  | 湯けむり近親相姦 母子入浴交尾                                     | VENU-131 |          | VENUS                |            |
| 5月1日  | 全裸家政婦 おっぱい & おマ○コ丸出しで… 炊事・洗濯・性欲処理       | SACE-006 |          | SODクリエイト        |            |
| 5月13日 | 夜這い団地 〜寝ている夫の横で犯された妻〜                         | MINT-006 |          | MOODYZ               |            |
| 5月19日 | 喰い込みはみ乳の無防備な爆乳人妻                                  | PPPD-138 |          | OPPAI                |            |
| 5月25日 | 密室汗まみれ                                                      | BEB-016  |          | 美                   |            |
| 6月1日  | JULIA8時間BEST                                                    | MIBD-565 |          | MOODYZ               | 単体ベスト |
| 6月10日 | ご無沙汰ですよ、巨乳未亡人5年ぶりの男根                           | NATR-018 |          | なでしこ             |            |
| 6月19日 | 幻母 実は僕、母さんのおっぱい見るふりしてアナルばかり見てました。 | VENU-141 |          | VENUS                |            |
| 6月25日 | 自宅に押しかけたら逆にやられてしまった!!                          | BEB-020  |          | 美                   |            |
| 7月1日  | ボディコン妻の欲情セクシーFUCK                                    | JUFD-156 |          | Fitch                |            |

| 発売日   | タイトル                                                             | 規格品番 | 規格品番 | メーカー     | 備考       |
| 発売日   | タイトル                                                             | DVD      | BD       | メーカー     | 備考       |
| -------- | -------------------------------------------------------------------- | -------- | -------- | ------------ | ---------- |
| 2月1日   | 復活 JULIA                                                           | MIDD-839 |          | MOODYZ       |            |
| 2月10日  | BEST OF JULIA                                                        | GFT-148  |          | GALLOP       | 単体ベスト |
| 2月13日  | 美熟女画報専属SPECIAL 熱撮ドキュメント美しい若妻の濃厚な性交         | MDYD-664 |          | 溜池ゴロー   |            |
| 3月1日   | 同時にイクまで昇り詰めるSEX                                          | MIDD-848 |          | MOODYZ       |            |
| 3月13日  | あなたがいない間に義父にレイプされました…                            | MDYD-671 |          | 溜池ゴロー   |            |
| 4月1日   | 凄いパイズリ、凄い挟射                                               | MIDD-856 |          | MOODYZ       |            |
| 4月13日  | 私、実は夫の上司に犯され続けてます…                                  | MDYD-676 |          | 溜池ゴロー   |            |
| 5月7日   | MOODYZ × ATTACKERSコラボ企画 あなた、許して…。ファインダー越しの愛欲 | SSPD-084 |          | アタッカーズ |            |
| 5月13日  | ノーブラで誘惑する欲求不満な巨乳人妻                                 | MDYD-682 |          | 溜池ゴロー   |            |
| 6月1日   | 早漏改善プロジェクト                                                 | MIDD-878 |          | MOODYZ       |            |
| 6月13日  | 僕だけの巨乳女教師ペット                                             | MDYD-688 |          | 溜池ゴロー   |            |
| 7月1日   | 1日10回射精しても止まらないオーガズムSEX                             | MIDD-885 |          | MOODYZ       |            |
| 7月13日  | 義母奴隷 -特別編-                                                    | MDYD-695 |          | 溜池ゴロー   |            |
| 8月1日   | スーパーボディ×ピタコス SPECIAL                                      | MIDD-893 |          | MOODYZ       |            |
| 8月7日   | 女医、院内凌辱の日々。望まない絶頂が悔しくて…                        | RBD-393  |          | アタッカーズ |            |
| 9月1日   | JULIA SPECIAL                                                        | MIRD-114 |          | MOODYZ       |            |
| 9月7日   | 痴漢映画館 3 こんな所で… なのに、なのに私ったら…!                    | RBD-406  |          | アタッカーズ |            |
| 9月13日  | JULIA 8時間                                                          | MDYD-144 |          | 溜池ゴロー   | 単体ベスト |
| 10月1日  | 女教師レイプ輪姦                                                     | MIDD-910 |          | MOODYZ       |            |
| 10月26日 | PREMIUM BEST 2枚組7時間                                              | 20ID-042 |          | TMA          | 単体ベスト |
| 11月1日  | Jcup超絶品ソープ嬢                                                   | MIDD-919 |          | MOODYZ       |            |
| 11月13日 | 喪服の未亡人 夫亡き後、犯され続ける巨乳人妻                          | MDYD-727 |          | 溜池ゴロー   |            |
| 12月13日 | 大衆風俗に堕ちた美人妻                                               | MDYD-736 |          | 溜池ゴロー   |            |

| 発売日   | タイトル | 規格品番 | 規格品番  | メーカー   | 備考       |
| 発売日   | タイトル | DVD      | BD        | メーカー   | 備考       |
| -------- | --- | -------- | --------- | ---------- | ---------- |
| 1月1日   | クリムゾン × ムーディーズ クリムゾンローズ エリカ編                                                                    | MIMK-011 |           | MOODYZ     |            |
| 1月13日  | 親族内輪姦 意思とは逆の絶頂を与えられるまで幾度も輪姦され続けました…                                                   | MDYD-745 |           | 溜池ゴロー |            |
| 2月1日   | チ●ポを鍛える励ましパイズリセックス                                                                                    | MIDD-937 |           | MOODYZ     |            |
| 2月13日  | 町内会でストリップを踊らされた妻                                                                                       | MDYD-751 |           | 溜池ゴロー |            |
| 2月22日  | 淫乱巨乳病棟 | TCA-003  |           | TMA        |            |
| 3月1日   | 夫に売られた奴隷人妻                                                                                                   | MIDD-947 |           | MOODYZ     |            |
| 3月13日  | 辰波要徳×JULIA ちょいM美々子さん                                                                                       | MDYD-759 |           | 溜池ゴロー |            |
| 4月1日   | Jcup 超爆乳インストラクター                                                                                            | MIDD-955 |           | MOODYZ     |            |
| 4月13日  | Jカップ誘惑銭湯営業中!                                                                                                 | MDYD-767 |           | 溜池ゴロー |            |
| 5月1日   | またがり隠語お姉さん                                                                                                   | MIDD-965 |           | MOODYZ     |            |
| 5月13日  | 禁断不倫 何度も求め合い絶頂を繰り返す男と女                                                                            | MDYD-778 |           | 溜池ゴロー |            |
| 5月25日  | JULIA SPECIAL FUCK BEST 8時間                                                                                          | BIB-073  |           | 美         | 単体ベスト |
| 6月1日   | 失禁と潮吹きのぐしょ濡れセックス                                                                                       | MIDD-972 |           | MOODYZ     |            |
| 6月13日  | 濃密 中年おじさんとJULIAの情熱的な接吻とSEX                                                                            | MDYD-786 |           | 溜池ゴロー |            |
| 7月1日   | 超絶品回春マッサージへようこそ                                                                                         | MIDD-984 |           | MOODYZ     |            |
| 7月13日  | JULIA 8時間 | MIBD-742 | 9MIBD-742 | MOODYZ     | 単体ベスト |
| 7月13日  | 隣の奥さんの堕とし方                                                                                                   | MDYD-797 |           | 溜池ゴロー |            |
| 8月1日   | キャリアOL痴漢 プライドを汚された高慢な女                                                                              | MIDD-994 |           | MOODYZ     |            |
| 8月13日  | 女教師監禁レイプ 自宅を占拠され生徒にイカされ続けた若妻の3日間                                                         | MDYD-809 |           | 溜池ゴロー |            |
| 9月1日   | 露出営業を強要された人妻                                                                                               | MIDE-008 |           | MOODYZ     |            |
| 9月13日  | 温泉女将の誘惑 | MDYD-821 |           | 溜池ゴロー |            |
| 10月1日  | 女体拷問ファントムX 特殊能力精鋭女捜査官 スーパースペシャルエージェント WHITE PANTHER JULIA 嬲られの純潔スーパーボディ | MIDE-022 |           | MOODYZ     |            |
| 10月13日 | もう夫とのSEXには戻れない… 肉体労働者と巨根に犯された巨乳妻                                                            | MDYD-832 |           | 溜池ゴロー |            |
| 11月1日  | 家庭教師が堕ちるまで                                                                                                   | MIMK-015 |           | MOODYZ     |            |
| 11月19日 | 専属美巨乳 Jcup | PPPD-258 |           | OPPAI      |            |
| 12月1日  | JULIAがあなたのお嫁さん                                                                                                | MIDE-042 |           | MOODYZ     |            |
| 12月19日 | 巨乳女教師の誘惑 | PPPD-263 |           | OPPAI      |            |

| 発売日   | タイトル                                              | 規格品番 | 規格品番  | メーカー     | 備考       |
| 発売日   | タイトル                                              | DVD      | BD        | メーカー     | 備考       |
| -------- | ----------------------------------------------------- | -------- | --------- | ------------ | ---------- |
| 1月1日   | 日焼けあと -特別編-                                   | MIDE-053 |           | MOODYZ       |            |
| 1月13日  | JULIA16時間                                           | MBYD-178 |           | 溜池ゴロー   | 単体ベスト |
| 1月19日  | 全裸巨乳家政婦                                        | PPPD-267 |           | OPPAI        |            |
| 2月1日   | 桃乳逆レイプナース                                    | MIDE-063 |           | MOODYZ       |            |
| 2月19日  | 最高級Jcup巨乳中出しソープ                            | PPPD-273 |           | OPPAI        |            |
| 3月1日   | 堕とされたJcupスチュワーデス                          | MIDE-072 |           | MOODYZ       |            |
| 3月19日  | 巨乳娘とヤリ放題                                      | PPPD-276 |           | OPPAI        |            |
| 4月1日   | HとJ 業界最高のくびれ巨乳 木下あずみ JULIA            | MIRD-133 | 9MIRD-133 | MOODYZ       |            |
| 4月13日  | ハミ乳人妻の誘惑                                      | PPPD-281 |           | OPPAI        |            |
| 5月1日   | はじめての真性中出し                                  | MIGD-584 | 9MIGD-584 | MOODYZ       |            |
| 5月19日  | 巨乳ナースは騎乗位で犯す                              | PPPD-286 |           | OPPAI        |            |
| 6月1日   | 快感でおかしくなるまで続く痙攣性交と絶頂潮            | MIDE-115 |           | MOODYZ       |            |
| 6月19日  | 最高級 誘惑巨乳エステ                                 | PPPD-292 |           | OPPAI        |            |
| 7月1日   | タイトスカート女教師                                  | MIDE-128 |           | MOODYZ       |            |
| 7月19日  | 巨乳潜入捜査官                                        | PPPD-297 |           | OPPAI        |            |
| 7月25日  | 完全保存版! JULIAコンプリート12時間                   | BIB-101  |           | 美           | 単体ベスト |
| 8月1日   | 汗にまみれて夢中で性交                                | MIDE-138 |           | MOODYZ       |            |
| 8月7日   | ATTACKERS PRESENTS THE BEST OF JULIA                  | ATKD-221 |           | アタッカーズ | 単体ベスト |
| 8月13日  | JULIA COMPLETE BEST                                   | MKCK-103 |           | E-BODY       | 単体ベスト |
| 8月19日  | 視聴率の取れる爆乳中出しアナウンサー                  | PPPD-304 |           | OPPAI        |            |
| 9月7日   | プレミアム スタイリッシュソープ ゴールド              | PGD-714  |           | PREMIUM      |            |
| 9月19日  | 中出しをせがんでくる巨乳逆痴漢                        | PPPD-312 |           | OPPAI        |            |
| 10月1日  | JULIAの極上風俗フルコース 8                           | MIDE-155 |           | MOODYZ       |            |
| 10月19日 | 猛暑だったあの夏                                      | PPPD-320 |           | OPPAI        |            |
| 11月1日  | 女忍                                                  | MIDE-163 |           | MOODYZ       |            |
| 11月19日 | JULIAのパイズリを我慢できたら生中出しファン感謝オフ会 | PPPD-328 |           | OPPAI        |            |
| 12月1日  | 夫以外のチ◯ポに我を失った人妻                         | MIDE-173 |           | MOODYZ       |            |
| 12月19日 | 巨乳女教師中出し輪姦                                  | PPPD-335 |           | OPPAI        |            |
| 12月19日 | JULIA 16時間8タイトル PERFECT BEST                    | PPBD-088 |           | OPPAI        | 単体ベスト |

| 発売日   | タイトル                                                                              | 規格品番 | 規格品番 | メーカー | 備考                                   |
| 発売日   | タイトル                                                                              | DVD      | BD       | メーカー | 備考                                   |
| -------- | ------------------------------------------------------------------------------------- | -------- | -------- | -------- | -------------------------------------- |
| 1月19日  | 彼女のお姉さんは巨乳と中出しOKで僕を誘惑                                              | PPPD-340 |          | OPPAI    |                                        |
| 1月21日  | 犯されるための温泉旅行                                                                | MIDE-179 |          | MOODYZ   |                                        |
| 2月1日   | ランジェリーナ Special                                                                | MIDE-192 |          | MOODYZ   |                                        |
| 2月19日  | 現役女子大生 巨乳中出し家庭教師                                                       | PPPD-348 |          | OPPAI    |                                        |
| 3月19日  | 肉女医 義父に堕ちた貞淑美妻                                                           | PPPD-354 |          | OPPAI    |                                        |
| 4月1日   | 超高級Jcup爆乳メイド                                                                  | MIDE-218 |          | MOODYZ   |                                        |
| 4月19日  | 毎日10発中出しするまで終わらない粘着オヤジと濃厚SEX                                   | PPPD-361 |          | OPPAI    |                                        |
| 5月1日   | 濃ゆ汁クリームパイ                                                                    | MIMK-033 |          | MOODYZ   |                                        |
| 5月13日  | この世で最も美しいJULIAの究極裸体BEST 1                                               | MIBD-915 |          | MOODYZ   | 単体ベスト                             |
| 5月19日  | 巨乳の嫁と危険日ラブラブ子作り性活                                                    | PPPD-368 |          | OPPAI    |                                        |
| 6月1日   | 舌と唇で感じあう濃密ベロキスづくし                                                    | MIDE-235 |          | MOODYZ   |                                        |
| 6月19日  | 催眠で寝取られ中出しされた爆乳人妻                                                    | PPPD-376 |          | OPPAI    |                                        |
| 7月1日   | 猿轡レ×プ調教 特別版                                                                  | MIDE-241 |          | MOODYZ   |                                        |
| 7月19日  | 超高級爆乳中出しコスプレ撮影会                                                        | PPPD-384 |          | OPPAI    |                                        |
| 8月1日   | 東京ボンデージMANIAX                                                                  | MIDE-252 |          | MOODYZ   |                                        |
| 8月19日  | 危険日の巨乳を縛って孕ませ調教                                                        | PPPD-391 |          | OPPAI    |                                        |
| 9月1日   | MOODYZファン感謝祭 バコバコバスツアー2015 1泊2日でイクッ! 夢の大乱交AVオールスターズ! | AVOP-119 |          | MOODYZ   | 「AV OPEN 2015」企画部門エントリー作品 |
| 9月19日  | Gスポットと膣奥とクリトリスで痙攣絶頂するオーガズムSEX                                | PPPD-399 |          | OPPAI    |                                        |
| 10月1日  | 奴隷人妻オークション                                                                  | MIDE-267 |          | MOODYZ   |                                        |
| 10月19日 | 息子の巨乳妻を確実に孕ませたい                                                        | PPPD-406 |          | OPPAI    |                                        |
| 11月1日  | 近所の悪ガキに犯されたお色気ママ                                                      | MIDE-277 |          | MOODYZ   |                                        |
| 11月17日 | 超高級 巨乳レンタル彼女                                                               | PPPD-415 |          | OPPAI    |                                        |
| 12月1日  | 肉体派フィットネスCLUB 汗ダクFUCK                                                     | MIDE-286 |          | MOODYZ   |                                        |
| 12月19日 | ショタコンお姉さんの誘惑ボイン 小僧チ○ポと中出しエッチ!!                              | PPPD-424 |          | OPPAI    |                                        |

| 発売日   | タイトル                                                               | 規格品番 | 規格品番  | メーカー | 備考                                               |
| 発売日   | タイトル                                                               | DVD      | BD        | メーカー | 備考                                               |
| -------- | ---------------------------------------------------------------------- | -------- | --------- | -------- | -------------------------------------------------- |
| 1月1日   | IとJ 最強クビレ巨乳お姉さんとWハーレムFUCK!! JULIA 篠田あゆみ          | MIDE-295 | 9MIDE-295 | MOODYZ   |                                                    |
| 1月19日  | JULIAの乳袋を強調するコスプレ                                          | PPPD-431 |           | OPPAI    |                                                    |
| 1月19日  | JULIA 16時間 PERFECT BEST 2                                            | PPBD-115 |           | OPPAI    | 単体ベスト                                         |
| 2月1日   | 30本のチ○ポを抜きまくるパイズリ大乱交                                  | MIDE-301 |           | MOODYZ   |                                                    |
| 2月19日  | 親友からこっそり彼氏を寝取る巨乳でエッチな痴女お姉さん                 | PPPD-439 |           | OPPAI    |                                                    |
| 3月1日   | 絶頂巨乳スレンダーJ                                                    | MIDE-309 |           | MOODYZ   |                                                    |
| 3月19日  | 美巨乳ご奉仕 超高級おっぱいメイド                                      | PPPD-445 |           | OPPAI    |                                                    |
| 4月13日  | E-BODY再光臨 イカセ究極美ボディ絶叫トランス性交                        | EBOD-506 |           | E-BODY   |                                                    |
| 4月13日  | この世で最も美しいJULIAの究極裸体BEST 2                                | MIZD-005 |           | MOODYZ   | 単体ベスト                                         |
| 4月19日  | 奇跡の肉体 スレンダー巨乳壊れそうな性交                                | PPPD-458 |           | OPPAI    |                                                    |
| 5月1日   | チン舐め狂いおしゃぶり痴女                                             | MIDE-325 |           | MOODYZ   |                                                    |
| 5月19日  | 巨乳娘は中出しレ×プしてもOKになった世界                                | PPPD-468 |           | OPPAI    |                                                    |
| 6月1日   | 乳フェチ感謝祭パイズリ凄抜きテクニック                                 | MIDE-332 |           | MOODYZ   |                                                    |
| 6月19日  | 女性は完全受け身 悶絶ビクビク逆風俗                                    | PPPD-476 |           | OPPAI    |                                                    |
| 6月19日  | 催眠で寝取られ中出しされた爆乳人妻                                     | PPPD-376 |           | OPPAI    |                                                    |
| 7月1日   | 時×停止club ～生オナホにされる巨乳女教師～                             | MIMK-045 |           | MOODYZ   |                                                    |
| 7月19日  | 乳エステ通い妻                                                         | PPPD-485 |           | OPPAI    |                                                    |
| 8月1日   | JULIA 騎乗位SPECIAL                                                    | MIDE-345 |           | MOODYZ   |                                                    |
| 9月1日   | パイズリ大好き奥さんと毎日絶倫挟射Jカップで痴女られ朝から晩まで20射精  | MIDE-353 |           | MOODYZ   |                                                    |
| 9月1日   | 巨乳マニアックスJ                                                      | AVOP-246 |           | OPPAI    | 「AV OPEN 2016」 マニア・フェチ部門 エントリー作品 |
| 9月19日  | チラ乳首浮きブラ若妻さん                                               | PPPD-504 |           | OPPAI    |                                                    |
| 10月13日 | え? ここで? バレないようにこっそりドキドキセックス大作戦!!             | MIDE-365 |           | MOODYZ   |                                                    |
| 10月19日 | Jカップ先生のパイヌキ射精指導                                          | PPPD-510 |           | OPPAI    |                                                    |
| 11月13日 | 自宅突撃イキなりギンギン伝説                                           | MIDE-373 |           | MOODYZ   |                                                    |
| 12月8日  | スペンス乳腺開発クリニック Special                                     | PPPD-524 |           | OPPAI    |                                                    |
| 12月13日 | 今日、あなたの上司に犯されました。                                     | MIDE-385 |           | MOODYZ   |                                                    |
| 12月19日 | オッパイ揉みながら同時イキ 101cmJcupの柔らかさを味わいながら中出し射精 | PPPD-526 |           | OPPAI    |                                                    |

| 発売日   | タイトル                                                                                       | 規格品番 | 規格品番 | メーカー | 備考       |
| 発売日   | タイトル                                                                                       | DVD      | BD       | メーカー | 備考       |
| -------- | ---------------------------------------------------------------------------------------------- | -------- | -------- | -------- | ---------- |
| 1月13日  | 自宅警備員をする僕の所にパイズリから身の回りの事まで なんでもしてくれる嫁が国から送られてきた  | MIDE-395 |          | MOODYZ   |            |
| 2月1日   | 昼下がりの巨乳団地妻を旦那の留守中に寝取って孕ませてやった                                     | PPPD-533 |          | OPPAI    |            |
| 2月25日  | ゲス元彼が盗撮したNTRビデオ一部始終                                                            | MIDE-404 |          | MOODYZ   |            |
| 3月1日   | 射精よりも凄い快感! 神技パイズリテクニックで男の潮吹き!                                        | PPPD-540 |          | OPPAI    |            |
| 3月13日  | 脅迫指令アナウンサー 超羞恥全國放送                                                            | MIDE-414 |          | MOODYZ   |            |
| 3月25日  | 裏・JULIA 未公開映像付き蔵出し映像                                                             | XVSR-219 |          | MAX-A    | 単体ベスト |
| 4月1日   | 人妻援交 巨乳人妻が援交を強要されて…                                                           | PPPD-547 |          | OPPAI    |            |
| 4月13日  | 生徒達に自宅を乗っ取られ夫に助けを求めながら犯され続けた妻                                     | MIDE-426 |          | MOODYZ   |            |
| 5月1日   | おっぱいチューチュー授乳手コキックス                                                           | PPPD-554 |          | OPPAI    |            |
| 5月13日  | 竿を挟んで亀頭もおしゃぶりパイフェラお姉さん                                                   | MIDE-436 |          | MOODYZ   |            |
| 6月1日   | 性欲が凄すぎてサークル内に穴兄弟を増やしまくる巨乳ヲタサーの姫                                 | PPPD-561 |          | OPPAI    |            |
| 6月19日  | 逆援助交際で男を玩具にする巨乳セレブ痴女                                                       | MIDE-444 |          | MOODYZ   |            |
| 6月25日  | 僕はクラスメイトに若い巨乳義母を差し出した                                                     | PPPD-568 |          | OPPAI    |            |
| 7月25日  | 突然失踪した巨乳の同僚が犯されているDVDが送られてきた                                          | MIDE-452 |          | MOODYZ   |            |
| 8月1日   | 寸止め淫語パイズリ 最後はもの凄い挟射                                                          | PPPD-577 |          | OPPAI    |            |
| 8月13日  | JULIA 8時間BEST                                                                                | MIZD-066 |          | MOODYZ   | 単体ベスト |
| 9月7日   | ビクビク痙攣が止まらない性感開発オイルマッサージ                                               | MIDE-461 |          | MOODYZ   |            |
| 9月13日  | 雨宿りで露わになった女上司の濡れ透け巨乳に僕は理性を失った                                     | PPPD-583 |          | OPPAI    |            |
| 10月7日  | 回って跳ねて超絶揺れる乳房ぶるルルンっ性交                                                     | MIDE-469 |          | MOODYZ   |            |
| 10月7日  | 爆乳パイズリ密着エステサロン                                                                   | PPPD-591 |          | OPPAI    |            |
| 10月25日 | 危険日人妻 孕ませ中出し輪姦                                                                    | MIDE-477 |          | MOODYZ   |            |
| 11月1日  | 巨乳女教師と5年ぶりに再会 成長した僕のSEXテクで立場逆転                                        | PPPD-599 |          | OPPAI    |            |
| 11月25日 | パイズリで高めて高めて筆おろし                                                                 | MIDE-486 |          | MOODYZ   |            |
| 12月1日  | 101cmJcupの爆乳を揉んで舐めて挟んで徹底いじり                                                  | PPPD-607 |          | OPPAI    |            |
| 12月25日 | クビレ巨乳で癒しのサービス! 笑顔パイズリ ふわふわ乳洗い 秘壺おち○ぽ清浄 おもてなし銭湯お姉さん | MIDE-495 |          | MOODYZ   |            |

| 発売日   | タイトル | 規格品番 | 規格品番 | メーカー           | 備考       |
| 発売日   | タイトル | DVD      | BD       | メーカー           | 備考       |
| -------- | --- | -------- | -------- | ------------------ | ---------- |
| 1月1日   | おっぱい密着ホールドSEX 柔乳Jカップに包まれて快感射精 | PPPD-616 |          | OPPAI              |            |
| 2月1日   | VIP専用・超高級 透けピタ裏風俗 | MIDE-506 |          | MOODYZ             |            |
| 2月7日   | 男を勃起させる卑猥なBODY デカ乳敏感デリヘル嬢 | PPPD-626 |          | OPPAI              |            |
| 3月1日   | ダメな夫のためにヌードモデルになった貞淑巨乳妻 | MIDE-517 |          | MOODYZ             |            |
| 3月7日   | 強制的におっぱいを与えたがる授乳願望痴女の顔面圧迫プレス | PPPD-635 |          | OPPAI              |            |
| 4月1日   | 痙攣絶頂サイレントレ×プ 助けを呼んで乱暴されたレッテルを 貼られるのが怖くて声を押し殺して犯された巨乳女教師                                                                                       | MIDE-528 |          | MOODYZ             |            |
| 4月1日   | うまのりパイズリ挿乳ピストン 最後はもの凄いマウント挟射 | PPPD-642 |          | OPPAI              |            |
| 4月13日  | こっそり誘惑で本番OKなパフパフ巨乳おっパブ店 | MIDE-538 |          | MOODYZ             |            |
| 4月19日  | Jcup高級ランジェリー販売員の誘惑セールス術 | PPPD-643 |          | OPPAI              |            |
| 5月1日   | JULIAの凄テクを我慢できれば生★中出しSEX! | WANZ-744 |          | ワンズファクトリー |            |
| 5月19日  | 東京の下町エリアで人気のおっパブ店にJULIAが潜入して 1日店長 & キャストとしてドッキリおっぱいご奉仕                                                                                                | PPPD-661 |          | OPPAI              |            |
| 6月1日   | デカ尻マニアックス JULIA | WANZ-762 |          | ワンズファクトリー |            |
| 6月19日  | 巨乳兄嫁のおっぱい暴力で何度も射精させられた僕… 怒られながらフル勃起しちゃう最低なドM絶倫チ○ポ | PPPD-670 |          | OPPAI              |            |
| 7月1日   | じゅりあの体内に242発の媚・薬・濃・縮精液注入 | WANZ-768 |          | ワンズファクトリー |            |
| 7月19日  | 真夏の兄嫁 汗に濡れ透けたJカップに我慢できずに…。 | PPPD-679 |          | OPPAI              |            |
| 8月1日   | オナニー出来ない僕を義姉がねっとり腰振り優しい騎乗位 | WANZ-782 |          | ワンズファクトリー |            |
| 8月19日  | 僕のセフレは中出し好きの巨乳な姉貴 | PPPD-687 |          | OPPAI              |            |
| 9月1日   | 妊娠OK!! 色気むんむんで迫ってくる爆乳ヤリマン不倫人妻 | WANZ-792 |          | ワンズファクトリー |            |
| 9月19日  | 友達の教育ママを乳奴隷 ～逆恨みDQN少年たちの中出し専用おっぱい肉便器～ | PPPD-695 |          | OPPAI              |            |
| 10月1日  | 「もうイッてるってばぁ!」状態で何度も中出し! | WANZ-796 |          | ワンズファクトリー |            |
| 10月19日 | 巨乳デリヘルを呼んだらやってきたのは 俺をいつも叱りつけていた美人教師J!! 彼女のせいで退学になり、モテない金ない 仕事ない人生で風俗にもたまにしか入れない 溜まりに溜まった俺の性欲をぶつけてやる!! | PPPD-702 |          | OPPAI              |            |
| 10月19日 | JULIA 20タイトル 8時間BEST | PPBD-148 |          | OPPAI              | 単体ベスト |
| 11月1日  | 男汁ぶっかけ痴漢バス 絶倫チ●ポ集団に狙われザーメン凌辱中出し輪姦レ×プ | WANZ-808 |          | ワンズファクトリー |            |
| 11月19日 | 文学系の巨乳お姉さんに拘束されてネッチョリ連続で抜かされる | PPPD-711 |          | OPPAI              |            |
| 12月1日  | 100発出しても終わらない 無限射精ソープランド | WANZ-813 |          | ワンズファクトリー |            |
| 12月19日 | 爆乳コスプレイヤー 中出し輪姦オフ会 | PPPD-720 |          | OPPAI              |            |

| 発売日   | タイトル | 規格品番 | 規格品番  | メーカー           | 備考       |
| 発売日   | タイトル | DVD      | BD        | メーカー           | 備考       |
| -------- | --- | -------- | --------- | ------------------ | ---------- |
| 1月1日   | ムカツク女教師をぶっかけ乳奴隷にしてやったデカパイ肉便器でスッキリ中出し!!                                                                       | WANZ-823 |           | ワンズファクトリー |            |
| 1月19日  | 大嫌いな男の許嫁になって孕むまで毎日中出しされています… ～イっても関係なくガムシャラピストン追撃～                                               | PPPD-728 |           | OPPAI              |            |
| 2月1日   | 絶頂体位開発 一番キモチ良い体位で中出し性交 Jcup Special                                                                                         | WANZ-826 |           | ワンズファクトリー |            |
| 2月19日  | 留年を繰り返して童貞を奪いまくる巨乳女子マネージャーは秒で即ハメ何度も中出し                                                                     | PPPD-736 |           | OPPAI              |            |
| 3月1日   | 「わたし… 地味なおばさんだけど良いの?」 ねっちょりい～っぱい中出しさせてあげるご無沙汰ママ。                                                     | WANZ-838 |           | ワンズファクトリー |            |
| 3月19日  | 話題の民泊で家主の巨乳人妻に夜這いされて3日間ずっとハメまくった僕…                                                                               | PPPD-743 |           | OPPAI              |            |
| 4月1日   | いきなりノーパンノーブラ 神エロ露出女がこっそりチ○ポを痴女ってくる奇跡体験                                                                       | WANZ-847 |           | ワンズファクトリー |            |
| 4月19日  | 活気の無い子会社の立て直しに本社から派遣された ぶっかけセクハラ中出しオールOKの淫乱巨乳OL                                                        | PPPD-751 |           | OPPAI              |            |
| 5月1日   | 家庭内ストーカー孕ませレ×プ | WANZ-852 |           | ワンズファクトリー |            |
| 5月19日  | 痴漢した相手は両想いだった幼なじみ。 僕に気付かないふりして巨乳を触らせてくれたその子と僕のちょっと変わった純愛                                  | PPPD-758 |           | OPPAI              |            |
| 6月1日   | クールでエリート爆乳女上司が朝まで絶頂オーガズム 無能な部下の巨根で何度も膣奥突かれたJ部長                                                       | WANZ-859 |           | ワンズファクトリー |            |
| 6月1日   | JULIA 16タイトル8時間BEST | MIZD-140 |           | MOODYZ             | 単体ベスト |
| 6月19日  | パイズリしながらチンしゃぶ挟射フェラチオホールドで寸止め亀頭責め                                                                                 | PPPD-765 |           | OPPAI              |            |
| 7月1日   | 彼女のお姉さんにこっそり亀頭こねくりされる僕… イッても終わらない追撃中出しで僕のチ○ポがバカになる…                                               | WANZ-871 |           | ワンズファクトリー |            |
| 7月19日  | 完全固定チ○ポ射精コントロール | PPPD-773 |           | OPPAI              |            |
| 8月1日   | 切なすぎる女上司との純愛性交 | WANZ-878 |           | ワンズファクトリー |            |
| 8月19日  | 彼氏に30日間禁欲させられケダモノになった巨乳をおれが 先に寝取ってめちゃめちゃヤリまくってやった                                                  | PPPD-780 |           | OPPAI              |            |
| 9月1日   | 不倫相手に夢中で俺を嫌がる妻に何発もしつこくイヤイヤッ中出し!                                                                                    | WANZ-892 |           | ワンズファクトリー |            |
| 9月19日  | お互いの乳頭をこすり合わせる 密着おっぱい乳首責めマッサージ中出し性交                                                                            | PPPD-787 |           | OPPAI              |            |
| 10月1日  | 巨乳捜査官J 媚薬ローション工場潜入篇 | WANZ-894 | 9WANZ-894 | ワンズファクトリー |            |
| 10月1日  | 最高に美しいカラダJULIAの1年間のSEX全て8時間ベスト                                                                                               | BMW-189  |           | ワンズファクトリー | 単体ベスト |
| 10月19日 | カップル育乳エステNTR Jカップを揉まれて感じる彼女の姿を横目で見ながら 女性エステティシャンにチ○ポをしごかれる寝取られ状況                        | PPPD-795 |           | OPPAI              |            |
| 11月1日  | 男潮吹きそのまま挿入、スプラッシュ中出し! | WANZ-904 | 9WANZ-904 | ワンズファクトリー |            |
| 11月19日 | 無愛想なお隣の巨乳お姉さんと1週間のツンデレ同棲生活                                                                                              | PPPD-803 |           | OPPAI              |            |
| 12月1日  | こいつの婚約者がウツになるゲス映像 ムカツク男の彼女を拉致って犯す! 抵抗するデカパイ女を何度もイカせて俺たち専用の精液便女になるまでの一部始終…。 | WANZ-913 |           | ワンズファクトリー |            |
| 12月19日 | 毎晩、布団の中に潜り込んでくる欲求不満の兄嫁と家庭内不倫… 声を殺して密着スローピストン 抜かずの中出し性交                                        | PPPD-810 | 9PPPD-810 | OPPAI              |            |
| 12月19日 | 淫乱グラマラスクイーンJULIA8時間BEST | PPBD-173 |           | OPPAI              | 単体ベスト |

#### 2020年代
| 発売日   | タイトル | 規格品番 | 規格品番  | メーカー           | 備考       |
| 発売日   | タイトル | DVD      | BD        | メーカー           | 備考       |
| -------- | --- | -------- | --------- | ------------------ | ---------- |
| 1月7日   | 同窓会NTR【専属女優スペシャル!】 ～妻の最低な元カレに堕ちた浮気中出し映像～                                                       | PRED-208 |           | PREMIUM            |            |
| 1月19日  | この巨乳に手を出したらダメだ! 誘惑してくる発情Jカップは僕をいじめる有名DQN男の姉                                                  | PPPD-819 |           | OPPAI              |            |
| 2月1日   | え… お姉さん!? 彼女と間違って即ズボ 突然のチ○ポに発情して中出しを求め続けられた僕                                                 | WANZ-930 | 9WANZ-930 | ワンズファクトリー |            |
| 2月19日  | 僕を助けてくれた先輩女教師が生徒達に犯されているのを見てクズ勃起した。                                                            | PPPD-825 |           | OPPAI              |            |
| 3月1日   | 仕返しNTR 妻に風俗通いがバレた時…。 俺が見せられた当て付け不倫セックスの数々                                                      | WANZ-935 | 9WANZ-935 | ワンズファクトリー |            |
| 3月19日  | 爆乳圧殺で悶絶! 寸止め窒息射精! おっぱい拷問M性感倶楽部                                                                           | PPPD-830 |           | OPPAI              |            |
| 4月1日   | 宝クジに当選したワシ (51才フリーター) 超高級デリヘル嬢JULIAさんを呼んでチップ弾み無理ヤリ中出し三昧。                             | WANZ-942 |           | ワンズファクトリー |            |
| 4月19日  | 大規模な電車遅延の車両で濡れ透け巨乳汗だく中出し痴漢 大量の汗で透けたブラと太ももから垂れる失禁が隠しきれず                       | PPPD-836 |           | OPPAI              |            |
| 5月1日   | 旦那に肉体接待を強要された巨乳若女将 死ぬほど大嫌いな男たちに朝まで何度もイカされて…                                              | WANZ-956 |           | ワンズファクトリー |            |
| 5月19日  | 召喚したサキュバスが巨乳の姉に憑依してから毎日続く近親で中出し搾精性活                                                            | PPPD-842 |           | OPPAI              |            |
| 6月1日   | 社員旅行で下品な宴会ゲームをやらされて発情した同僚たちに一晩中犯された彼女                                                        | WANZ-963 |           | ワンズファクトリー |            |
| 6月25日  | 上司の嫁に子種をお願いされた話。 ～上司の妻に土下座されて 不在の間に子作り中出しをし続けている僕～                                | HND-853  |           | 本中               |            |
| 7月7日   | 妹の婚約者は、初恋の人。家族になる前に… 何度も中出しセックスした3日間の記録。                                                     | PRED-247 |           | PREMIUM            |            |
| 8月1日   | ゲリラ豪雨で大嫌いなセクハラ上司と二人きりになった夜                                                                              | WANZ-973 | 9WANZ-973 | ワンズファクトリー |            |
| 9月1日   | パーフェクトボディJULIA 1年間のSEX全て8時間                                                                                       | BMW-213  |           | ワンズファクトリー | 単体ベスト |
| 9月25日  | 「もう射精してるってばぁ」 悶絶ソープ絶品ボディお姉さんが中出ししても痴女ってくるエロ汁空っぽ絶頂コース                           | CJOD-255 | 9CJOD-255 | 痴女ヘブン         |            |
| 10月1日  | 終電を逃した僕を泊めてくれたバイト先の人妻… ノーブラ部屋着から弾け出たおっぱいブルンに我慢できず夜明けまでヤリまくった!           | WANZ-989 |           | ワンズファクトリー |            |
| 11月1日  | 僕を嫌うお義姉さんとバッタリ遭遇したのはソープランド。 「無料ヤリ放題強要」で徹底奉仕させて何度も中出ししてやる!                  | WAAA-002 |           | ワンズファクトリー |            |
| 12月1日  | 隣の気持ち悪いストーカー大家の気色悪いローションプレイで 滞納していた家賃を免除して貰う貧困未亡人                                 | WAAA-015 |           | ワンズファクトリー |            |
| 12月13日 | 本番なしのマットヘルスに行って出てきたのは隣家の高慢な美人妻。 弱みを握った僕は本番も中出しも強要! 店外でも言いなりの性奴隷にした | MEYD-639 |           | 溜池ゴロー         |            |
| 12月19日 | JULIA30タイトル90本番12時間BEST                                                                                                   | PPBD-200 |           | OPPAI              | 単体ベスト |

| 発売日   | タイトル | 規格品番 | 規格品番 | メーカー           | 備考       |
| 発売日   | タイトル | DVD      | BD       | メーカー           | 備考       |
| -------- | --- | -------- | -------- | ------------------ | ---------- |
| 1月13日  | 欲求不満な団地妻と孕ませオヤジの汗だく濃厚中出し不倫                                                                                        | MEYD-648 |          | 溜池ゴロー         |            |
| 1月25日  | 爆乳セレブ妻と濃厚オヤジの中出し交遊浪漫 GO to 不倫トラベル                                                                                 | CJOD-276 |          | 痴女ヘブン         |            |
| 2月1日   | J-cup不倫妻 盗撮中出しの湯 | WAAA-030 |          | ワンズファクトリー |            |
| 2月25日  | おばさんとナマで不倫ごっこしてみない? 彼女のJカップ巨乳ママに誘惑されて中出し不倫ごっこでオカシクなった。                                   | HND-947  |          | 本中               |            |
| 3月1日   | 超デキる人妻女上司と出張先でセックス! いつもは怖い彼女がただの女になったワケ                                                                | MIMK-085 |          | MOODYZ             |            |
| 3月7日   | 終電を逃して爆乳先輩とラブホに宿泊。 体の相性が良すぎたボクたちは朝まで何度も中出しセックスをした…。                                        | PRED-293 |          | PREMIUM            |            |
| 4月1日   | 淫乱媚薬でキメセク大淫姦!! 体液ダラダラ絶頂マ○コに生中出しFUCK                                                                              | WAAA-046 |          | ワンズファクトリー |            |
| 4月13日  | 女教師NTR 学年主任の妻が教頭先生と修学旅行の下見へ行ったきり…                                                                               | MEYD-668 |          | 溜池ゴロー         |            |
| 5月25日  | 暇で退屈な人妻 夫の転勤でド田舎に越して来たジュリアさんに ノーブラ・ノーパンで誘惑された隣人の僕は何度も中出しさせられて…                   | CJOD-295 |          | 痴女ヘブン         |            |
| 5月25日  | お前の嫁、旦那が不在中に金持ちのオヤジに中出しオナホにされてるらしいぜ?                                                                     | HND-993  |          | 本中               |            |
| 6月1日   | スロー & 爆速ギア変PtoP! デカ尻騎乗位プレスと爆乳圧迫パイズリ∞アクメで連続射精!                                                             | WAAA-066 |          | ワンズファクトリー |            |
| 6月13日  | デリヘルでやってきたのは近所のドS妻。 弱みを握って性奴隷にしようとしたら 拘束されて＜亀頭責め・強制連射・男潮吹き調教＞の返り討ちフルコース | MEYD-679 |          | 溜池ゴロー         |            |
| 7月7日   | 性欲が強すぎる爆乳義姉と嫁の不在中にこっそり時短中出ししているオレ…                                                                         | PRED-323 |          | PREMIUM            |            |
| 7月25日  | 中出しOK絶品ボディ美女が一度射精してもヌイてくれる囁き回春アジアンエステ                                                                    | CJOD-304 |          | 痴女ヘブン         |            |
| 8月1日   | 灼熱ボロ屋敷に監禁されて3日3晩狂ったようにイカされ続ける汗だく潮吹きアクメ                                                                  | WAAA-082 |          | ワンズファクトリー |            |
| 8月25日  | 種無し旦那のためにボロ屋敷へ行き30日間精子を溜めた独身男と濃厚種付けセックスを楽しむ人妻                                                    | HMN-033  |          | 本中               |            |
| 9月21日  | 「先生のカラダ、忘れないで…」 おっぱい揉みながら何度も先生に中出しした奇跡のような日々。                                                    | PRED-343 |          | PREMIUM            |            |
| 9月21日  | 友達の巨乳お母さんが淫語で鼓膜を犯しながらこっそり中出しを誘惑                                                                              | MEYD-704 |          | 溜池ゴロー         |            |
| 10月5日  | 逆バニーにパイズリ地獄で射精させられまくったボク                                                                                            | WAAA-103 |          | ワンズファクトリー |            |
| 10月19日 | JULIA8時間BEST | MBYD-344 |          | 溜池ゴロー         | 単体ベスト |
| 10月26日 | 路地裏JULIAに逆ナン痴女られデート 朝まで、何度も、中出し＆男潮で、チ●ポ犯●れて…                                                             | CJOD-316 |          | 痴女ヘブン         |            |
| 11月16日 | 隣家の人妻が開業した個人エステ店から漏れ響く男の悲鳴。 恐る恐る予約したボクに施術されたのは気絶寸前まで連続射精させられる神痴女フルコース!  | MEYD-719 |          | 溜池ゴロー         |            |
| 11月23日 | 極細マイクロビキニでパーソナルジムに通いおっぱいポロリで中出しを誘う倦怠期巨乳妻                                                            | HMN-080  |          | 本中               |            |
| 12月7日  | 大嫌いな粘着上司の性感おっぱいハラスメントがドストライクだったなんて… 早漏イクイク敏感M乳女へと仕込まれて揉みイキしながら中出しされた私     | WAAA-124 |          | ワンズファクトリー |            |
| 12月28日 | 都合のイイ団地妻昼下がり不倫。 欲求不満な爆乳ボディに何度も中出し放題                                                                       | CJOD-325 |          | 痴女ヘブン         |            |

| 発売日   | タイトル | 規格品番 | 規格品番  | メーカー           | 備考       |
| 発売日   | タイトル | DVD      | BD        | メーカー           | 備考       |
| -------- | --- | -------- | --------- | ------------------ | ---------- |
| 1月18日  | 「あれが媚薬だったなんて…」 義父と私は感度100倍。 夫の不在中に貪るように何度も濃厚中出しセックスを…。                                                       | PRED-371 |           | PREMIUM            |            |
| 1月25日  | 本番強要してくるデリヘル客と学校のPTAで再会、 その日から娘の同級生の父親（客）に都合の良い中出しペットにさせられた…。                                       | HMN-110  |           | 本中               |            |
| 2月1日   | メンズエステで嫌いな義父と遭遇 ネチネチ乳首を開発され続けて乳首イキ性処理ペットになった                                                                     | WAAA-137 |           | ワンズファクトリー |            |
| 2月22日  | 乳首ビンビンどすけべ接客スナックママ 朝までこってりアフター中出し不倫                                                                                       | CJOD-335 | 9CJOD-335 | 痴女ヘブン         |            |
| 3月15日  | 知ってしまった最高の身体。 友達の姉の美マンとデカパイで発情ピストン中出しが止められない…!                                                                   | PRED-386 |           | PREMIUM            |            |
| 3月22日  | 不倫命令立場逆転逆NTR 上司の奥さんにW不倫がバレて 奥さんの目の前で何度もセックスをさせられたワタシは… 恥じらいどころか興奮して中出しを見せつけてしまった。  | HMN-144  |           | 本中               |            |
| 4月5日   | 大嫌いな義父の乳搾りピストンがドストライク!! 粘着スペンス乳腺責めで感度爆上がり! 何度も涎ダラダラ揉みイキ漬け!!                                             | WAAA-153 |           | ワンズファクトリー |            |
| 4月26日  | 担任女教師の私は男子生徒をラブホへ連れて行き逆レ×プ。 勝手にまたがり朝まで、何度も、中出しさせた… JULIA                                                     | CJOD-342 | 9CJOD-342 | 痴女ヘブン         |            |
| 5月17日  | 彼女が出来たばかりなのに… 巨乳女上司の乳首ビンビン誘惑で社内浮気中出しが止められないボク。 JULIA                                                            | PRED-398 |           | PREMIUM            |            |
| 5月24日  | 旅先ナンパNTR 妻が孕んだのは指輪を外して女友達と行った 温泉旅行でナンパされたチャラ男の子種だった。 JULIA                                                   | HMN-175  |           | 本中               |            |
| 5月24日  | JULIA 8時間BEST 国宝級ボディ美女に痴女られたい! | COJB-111 |           | 痴女ヘブン         | 単体ベスト |
| 6月7日   | ドM男クン宅にロケットおっぱい突撃! 追撃パイズリ骨抜きSEX! 「最後の一滴まで搾り取っちゃうぞ」 JULIA                                                          | WAAA-175 |           | ワンズファクトリー |            |
| 6月28日  | JULIAが自宅に訪問 朝まで中出しお泊りデート | CJOD-351 | 9CJOD-351 | 痴女ヘブン         |            |
| 6月28日  | 神が与えたパーフェクトボディ神乳Jカップ JULIA全部中出し8時間ベスト                                                                                          | HNDB-217 |           | 本中               | 単体ベスト |
| 7月19日  | 大嫌いな上司だったのに… 相部屋出張でイカされ続けてチ○ポのしもべにして頂いたワタシ。 JULIA                                                                   | PRED-411 |           | PREMIUM            |            |
| 7月19日  | えっ! ママとヤリたいの!!? 旦那の単身赴任中にチ●ポビンビンでお願いしてくる 絶倫早漏息子の挑発を真に受けた巨乳母さん 中出ししてないフリして暴走ピストン JULIA | HMN-205  |           | 本中               |            |
| 8月2日   | イケイケなIT企業に再就職した巨乳妻が社員旅行に行くそうで… JULIA                                                                                             | WAAA-194 | 9WAAA-194 | ワンズファクトリー |            |
| 8月16日  | JULIA プレミアムベスト 30コーナー25本番 | PBD-425  |           | PREMIUM            | 単体ベスト |
| 8月23日  | ゾクゾク五感を刺激するJULIAの痴女テクシコシコオナニーサポート                                                                                               | CJOD-364 | 9CJOD-364 | 痴女ヘブン         |            |
| 9月20日  | 最高すぎた不倫生活。 絶品ボディと超絶エロテクでオレをダメにする愛人沼で溶かされて…。 JULIA                                                                  | PRED-434 |           | PREMIUM            |            |
| 9月27日  | 昔、男友達みたいだった女友達の同級生巨乳人妻が欲求不満すぎて… へそくり2万円を握りしめて中出しSEXをお願いしてきた。 JULIA                                    | HMN-260  |           | 本中               |            |
| 10月4日  | 1ヶ月間完全禁欲JULIAイキ狂い限界突破! ポルチオ激突き潮吹きアクメ                                                                                            | WAAA-213 |           | ワンズファクトリー |            |
| 12月27日 | イチャラブデートから始まり極濃に痴女られる JULIAに愛された特別な一日                                                                                        | CJOD-369 | 9CJOD-369 | 痴女ヘブン         |            |

| 発売日   | タイトル | 規格品番 | 規格品番  | メーカー           | 備考       |
| 発売日   | タイトル | DVD      | BD        | メーカー           | 備考       |
| -------- | --- | -------- | --------- | ------------------ | ---------- |
| 1月17日  | 上司が出張で不在中、押しに弱い爆乳奥さんと ねっちょり中出し不倫しまくった汁まみれの3日間。 JULIA | PRED-449 | 9PRED-449 | PREMIUM            |            |
| 2月28日  | 乳首ビンビン絶品Jカップ 痴女テクで19発も射精された男達 JULIA BEST | CJOB-126 |           | 痴女ヘブン         | 単体ベスト |
| 3月7日   | フル勃起見せつけ挟射おねだり! 白衣のボインJナースは いつでもどこでも即パイズリでヌイてくれる乳ビッ痴! JULIA | WAAA-248 |           | ワンズファクトリー |            |
| 3月28日  | 僕とJULIA、結婚してみました。 2人で協力しながら’ラブミッション’をクリアして愛を深めるリアル中出し結婚ドキュメント | HMN-332  |           | 本中               |            |
| 3月28日  | 中出しOK! 強制連射! 追撃男潮! 拘束身動き出来ない状態で患者を犯して診察回る爆乳ド痴女ナース JULIA | CJOD-376 | 9CJOD-376 | 痴女ヘブン         |            |
| 4月4日   | 「こんなおばさんでいいの…?」 女としての自信を失っていた巨乳人妻は一途なバイト男子との不倫中出しに溺れた JULIA | WAAA-254 |           | ワンズファクトリー |            |
| 4月4日   | 究極神乳ボディ JULIA 8時間ベスト | BMW-278  |           | ワンズファクトリー | 単体ベスト |
| 4月18日  | 再婚相手の息子（成人）が乳離れ出来なくて… 授乳ぱいぱい中出しごっこをさせられている私（ママ）。 JULIA | PRED-469 |           | PREMIUM            |            |
| 4月25日  | キメセク育乳エステ 媚薬オイルで胸を揉みしだかれて… バカみたいに感度を上げられエビ反り中出し 痙攣が止まらなくなった巨乳人妻 JULIA | HMN-339  |           | 本中               |            |
| 5月23日  | 目が覚めたら女社長とラブホで2人きり 酔って動けない新婚の僕にまたがり ベロキス中出しで不倫パワハラさせられてます… JULIA | CJOD-379 | 9CJOD-379 | 痴女ヘブン         |            |
| 5月23日  | 不倫している担任教師を3日間、逆バニー奴隷にしてやった…! JULIA | HMN-389  |           | 本中               |            |
| 6月6日   | 全身とろけるベロキス性感サロン 唾液ダラダラ飲ませてベチョ濡れオッパイ密着性交 JULIA | WAAA-274 |           | ワンズファクトリー |            |
| 6月20日  | メンヘラ年下男にイッてるってばぁ中出し絶頂させられ続けた巨乳人妻OL JULIA | PRED-487 |           | PREMIUM            |            |
| 7月4日   | なんか酔ったらおま○こシタくなっちゃった 上品な巨乳義母が酒乱淫乱朝まで下品なお色気ハメあり宴会 JULIA | WAAA-277 |           | ワンズファクトリー |            |
| 7月18日  | 友カノJULIA 僕の母がバカで絶倫な親友と付き合いはじめて困っています…。 | MEYD-826 |           | 溜池ゴロー         |            |
| 7月25日  | ド痴女過ぎる爆乳メイドを雇ったせいで… 「もう射精してるってばあ」状態になっても過剰スケベご奉仕で 射精管理されながら精子を搾り取られる日々を過ごしています… JULIA                                                                                             | CJOD-387 |           | 痴女ヘブン         |            |
| 8月15日  | 本番禁止のはずなのに… 性欲むんむんで迫って来る 妊娠OK人妻エステティシャンに流され生挿入、何度も中出し! JULIA | PRED-514 |           | PREMIUM            |            |
| 8月22日  | おっパブ行くほどおっぱい好きなの? 結婚記念日前夜におっパブ行った旦那に嫉妬パイズリ! 次の日おっパブに体験入店して客と生ハメ仕返し中出し逆NTR JULIA | HMN-444  |           | 本中               |            |
| 9月5日   | やっぱり、君が大好きだ! 地元の夏祭りで初恋の幼馴染と再会… 終電を逃して連れ込み宿で汗だく発情交尾 JULIA | WAAA-298 |           | ワンズファクトリー |            |
| 9月19日  | JULIAの一妻多夫性活 ～僕の妻にはもう1人夫がいて、セックス担当はあいつの役目～ | MEYD-849 |           | 溜池ゴロー         |            |
| 9月26日  | 国宝級ボディJULIAと温泉中出しデート ぐっちょり絡み合う極濃イチャLOVE性交 | CJOD-396 | 9CJOD-396 | 痴女ヘブン         |            |
| 10月31日 | 苛めっこの息子の友達を自宅エステサロンに呼び出して 超絶品BODYママのパイズリ & 膣圧施術でチ●ポびんびん状態で中出し謝罪させる!! JULIA | HMN-474  |           | 本中               |            |
| 11月21日 | 欲求不満な巨乳妻が義弟との中出しセックスに溺れた日々。 JULIA | PRED-536 |           | PREMIUM            |            |
| 11月28日 | 「ねぇ お外でおっきしたらカノジョに内緒でラブホいこ?」 カノジョが不在中にセフレ願望のJULIAさんにデートへ誘われて 外なのにJカップ爆乳を密着させながら… 何度も何度もイチャラブkiss 誘惑に負けた僕は勃起してしまった分、ホテルで朝まで何度も射精して寝取られた… | CJOD-402 |           | 痴女ヘブン         |            |
| 12月5日  | 姉を3日間、逆バニー奴隷にしてやった…! JULIA | WAAA-324 |           | ワンズファクトリー |            |
| 12月19日 | 夜勤パート妻NTR 闇にまぎれて人妻は不倫に溺れていく…。 JULIA | MEYD-868 |           | 溜池ゴロー         |            |

| 発売日   | タイトル | 規格品番 | 規格品番  | メーカー           | 備考       |
| 発売日   | タイトル | DVD      | BD        | メーカー           | 備考       |
| -------- | --- | -------- | --------- | ------------------ | ---------- |
| 1月23日  | 向かい部屋に住むいつもは地味なママチャリ妻が旦那の不在中、 僕に全裸を見せつけてきた日は不倫中出しOKのサインです JULIA                                                                                        | HMN-516  |           | 本中               |            |
| 1月30日  | 24時間スケベ接客してくれる温泉ソープ女将の20発も精子搾り尽くすおもてなし JULIA | CJOD-405 |           | 痴女ヘブン         |            |
| 2月6日   | 従順な人妻秘書との社長室密会 昼間から乳房吸い付きパンスト破り不倫中出し性交 JULIA | WAAA-343 |           | ワンズファクトリー |            |
| 2月20日  | 求められると、心まで濡れて… 巨乳妻が年下男との不貞中出しに溺れた日々。 JULIA | PRED-561 |           | PREMIUM            |            |
| 3月5日   | 絶品ボディ巨乳OLを狙った悪徳医院のセクハラ検診 4K局部接写・わいせつ触診・麻酔昏睡レ×プ・媚薬中出し JULIA | WAAA-349 | 9WAAA-349 | ワンズファクトリー |            |
| 3月19日  | ナイトプールNTR 妻が女友達とナイショで行ったプール。 過激なセクシー水着を身にまとい、 チャラ男にナンパされて夏の間中出ししまくっていたなんてー… JULIA 園田ひなの                                             | HMN-536  |           | 本中               |            |
| 3月19日  | JULIA12時間ベスト 究極BODYお姉さんと19本番33射精 | PBD-462  |           | PREMIUM            | 単体ベスト |
| 3月26日  | 妻のJULIAに青春SEXを誘われて… 制服姿の妻にマンネリ吹き飛びヤリ狂い中出し | CJOD-415 |           | 痴女ヘブン         |            |
| 4月16日  | 謹慎中で性欲を持て余した男を誘惑する爆乳妻 何回イっても果てない… 真夏の絶倫汗ダク性交 JULIA | MEYD-906 |           | 溜池ゴロー         |            |
| 5月7日   | 超厳しいツンツン女上司がセクキャバで働いていたのでこっそりフェベチオさせまくった JULIA | WAAA-372 |           | ワンズファクトリー |            |
| 5月21日  | 女上司と2人一緒に感度100倍。 華金の夜、二日酔いの薬と間違えて一緒に媚薬をゴクン! 夜も、朝も、常にサル並み発情状態で週末ヤリまくった… JULIA                                                                   | PRED-682 |           | PREMIUM            |            |
| 5月28日  | 週末セフレ女上司。僕だけが知ってるJULIAさんの裏顔 脱いだら凄っい絶品ボディ 逆エロコスで色気ムンムン! 呼び出されたホテルで10発射精エロハラされてる僕                                                          | CJOD-424 |           | 痴女ヘブン         |            |
| 6月4日   | 「エッチなおばさんでごめんなさい」 マッチングアプリで見つけたヤリモク人妻は昔から憧れていた親友の母親… 我を忘れ中出し不倫密会に溺れたボクたち。 JULIA                                                        | WAAA-390 |           | ワンズファクトリー |            |
| 7月23日  | 10年以上愛され続けるアジアのSEXシンボルJULIA 8時間6作品BEST | HNDB-247 |           | 本中               | 単体ベスト |
| 7月30日  | 令和でもやっぱNo.1 もっとも痴女られたいカラダ! JULIAに50発搾り取られる8時間SEX | CJOB-158 |           | 痴女ヘブン         |            |
| 8月27日  | 綺麗だった姉が地味巨乳喪女ニート 結婚に失敗して実家に引きこもり 性欲だけが溜まってヲタクスケベ化したジュリ姉に都合のイイ肉棒として 中出しオモチャにされる僕。帰省先の実家で精子びゅるびゅる10射精 (汗) JULIA | CJOD-431 |           | 痴女ヘブン         |            |
| 9月3日   | 理性がイキ飛ぶキメセク無限ピストンNTR 地味巨乳OLに変態下着を強要して失禁中出し輪姦レ×プで尊厳をブチ壊す JULIA                                                                                                | WAAA-430 |           | ワンズファクトリー |            |
| 9月17日  | 先生、君のこと寝取っていい? 妊活中の人妻先生は思春期の女子生徒たちの彼氏を 危険日に寝取りまくって子種ザーメンが逆流するまで中出しを求めている女教師でした。 JULIA                                            | HMN-600  |           | 本中               |            |
| 9月17日  | 近所に住むタダマン妻 郊外のラブホテルサービスタイムで濃厚不倫 JULIA | MEYD-935 |           | 溜池ゴロー         |            |
| 10月15日 | 夫の出張不在中に… 義父の粘着クンニで中出しOK 孕みたがりマ○コになってしまったワタシ…。 JULIA | PRED-718 |           | PREMIUM            |            |
| 10月22日 | 僕を射精廃人にさせるド痴女セフレ姉さん 勃起促進媚薬を塗られて無限中出しPtoMで強制20発精子ぶっこ抜かれる肉体関係 JULIA                                                                                        | CJOD-437 |           | 痴女ヘブン         |            |
| 11月19日 | ボクだけの競泳水着モデル。 押しに弱い爆乳美ボディのJULIA先輩と二人きりで中出しセックスに溺れる。 JULIA | PRED-729 |           | PREMIUM            |            |
| 11月19日 | 絶対バレてはいけないのに、中出し… 中学の娘の担任教師と朝まで火遊び不倫デート JULIA | HMN-629  |           | 本中               |            |
| 11月19日 | 欲求不満で凝り固まった乳首をこねくり回されイカされまくる整体NTR JULIA | MEYD-954 |           | 溜池ゴロー         |            |
| 12月3日  | 憧れのデカパイ先生と15年ぶりに同窓会で再会… 色気を増した 魔性のフェロモンに誘われて朝まで夢中でヤリまくった夜。 JULIA                                                                                        | WAAA-452 |           | ワンズファクトリー |            |

| 発売日  | タイトル | 規格品番 | 規格品番 | メーカー           | 備考       |
| 発売日  | タイトル | DVD      | BD       | メーカー           | 備考       |
| ------- | --- | -------- | -------- | ------------------ | ---------- |
| 1月21日 | 「一緒に食べませんか?」 ラブホテルで性欲とヒマを持て余した人妻が 全裸にバスタオル一枚でフードデリバリー配達員を誘惑!! JULIA                        | MEYD-968 |          | 溜池ゴロー         |            |
| 1月28日 | 乳首ビンビン爆乳妻が旦那が出張中に独身アパートに侵入 24時間ヤリ溜め中出しガニ股オーガズム不倫 JULIA                                                | CJOD-456 |          | 痴女ヘブン         |            |
| 2月4日  | 「もう君は生徒じゃないからね」 巨乳先生に三年間狙われていた 童貞早漏の僕が卒業した瞬間3日で30発抜かれまくった…。 JULIA                             | WAAA-473 |          | ワンズファクトリー |            |
| 3月4日  | 奇跡の神乳JカップスレンダーBODY美魔女 JULIA8時間BEST                                                                                               | BMW-329  |          | ワンズファクトリー | 単体ベスト |
| 3月18日 | 引きこもり自立支援 ゴミ部屋でシコってばかりの汚チ〇ポ若者ニートを 圧倒的母性で性サポートする巨乳職員おばさん JULIA                                 | PRED-753 |          | PREMIUM            |            |
| 3月25日 | 「チンチン大きくさせてごめんなさい…」 絶品ボディに勃起したボクをヌイてくれた叔母さんと中出し温泉不倫ごっこ JULIA                                   | CJOD-457 |          | 痴女ヘブン         |            |
| 4月15日 | 日曜日のJULIA 年下カレシと渋谷のラブホで、ハメ撮りSEX2本番。                                                                                       | MFYD-006 |          | 溜池ゴロー         |            |
| 4月22日 | 旦那の不倫で家出した叔母さんが僕の家に入り浸り… 人妻のJcupおっぱいと寂しげな表情に欲情して中出ししまくった1週間の出来事。 JULIA                    | HMN-693  |          | 本中               |            |
| 5月6日  | 「何これ? モノ凄く気持ちいぃ!」 初めてのアナル舐められ性感開発 ケツ穴ひん剥き羞恥ポーズでJULIAの美しい肛門がヒクヒク大絶頂!                        | WAAA-520 |          | ワンズファクトリー |            |
| 5月20日 | 屈辱 お下劣ボディストッキングモデルをさせられ中出し性処理係にされたキャリアOL JULIA                                                                | PRED-787 |          | PREMIUM            |            |
| 5月27日 | 金持ち種無し旦那に飽きたゴージャス爆乳セレブ妻の代理精子子づくり不倫 若い男をホテルに呼び出し巣ごもり中出しハメ撮り録 JULIA                        | CJOD-466 |          | 痴女ヘブン         |            |
| 6月3日  | 「ハミ出してないかな?」 過激下着モデルを頼まれた義母のポージング練習に付き合ったら おっぱいもま●こも見えそうで我慢できずにヤってしまいました JULIA | WAAA-524 |          | ワンズファクトリー |            |
| 7月15日 | JULIA 12時間 専属5周年SPECIAL | PBD-497  |          | PREMIUM            | 単体ベスト |
| 7月15日 | 不滅のパーフェクトJカップ JULIA中出し8時間ベスト                                                                                                   | HNDB-267 |          | 本中               | 単体ベスト |
| 8月5日  | おっぱいチュパチュパ保育園 バブみ淫語6コーナー 密着甘やかし射精11発! JULIA                                                                         | WAAA-560 |          | ワンズファクトリー |            |
| 8月19日 | 21世紀最強Jカップスレンダー人妻JULIA8タイトル12時間BEST                                                                                            | MBYD-408 |          | 溜池ゴロー         | 単体ベスト |
| 8月26日 | 神級Jカップ美魔女に抱かれたい。 美麗なカラダどエロいJULIAに73発痴女られたい! 8時間BEST                                                             | CJOB-188 |          | 痴女ヘブン         | 単体ベスト |

### アダルトVR
| 発売日  | タイトル | 品番       | メーカー | 備考 |        |
| 2018年  | 2018年 | 2018年     | 2018年   | 2018年 | 2018年 |
| ------- | --- | ---------- | -------- | --- | ------ |
| 5月25日 | VR解禁 & 神乳降臨&高画質!! JULIAのおっぱいを自分の好きなように揉みまくって ヤリまくってイカセまくるガチSEX体験VR | MDVR-020   | MOODYZ   | |        |
| 7月23日 | イチャラブ接吻 × Jcup密着 アナタ想いでNo.1!! 泡姫・JULIAの中出しソープランドVR | MDVR-021   | MOODYZ   | |        |
| 8月23日 | Jカップおねえさんのノーブラおっぱいチラチラ誘惑VR 少年目線! 密室でJULIAのエロボディをズーム視点でとことん観察してたら 誘惑されて童貞を奪われちゃったボク。                                                                       | MDVR-00024 | MOODYZ   | |        |
| 2020年  | |            |          | |        |
| 1月8日  | HQ高画質 × スーパーBODY ボクのリクエストに何でも応えてくれるJULIAとコスプレデートVR 童貞殺し家庭教師SEX ＆ 水着オイルパイズリ & ヨガフェチ接写 & ランジェリーハプバー羞恥SEX! 長尺でじ～っくりJULIAのスタイルひとり占めSPECIAL!! | MDVR-00075 | MOODYZ   | 本作品を収録したアウトビジョンVRスコープ専用ソフト『水卜さくらのおっぱいを揉めば揉むほど気持ちよくてイっちゃう! / JULIAとコスプレデートVR』（OVVR-019）が、2020年7月29日に発売されている。 |        |
| 2022年  | |            |          | |        |
| 6月15日 | JULIAの高画質風俗3本番SPECIAL ソープ・おっパブ・デリヘルでハイクオリティJcup BODYを モミまくりイキまくり大ハッスル!! | MDVR-215   | MOODYZ   | |        |

### アダルト配信
| 発売日   | タイトル  | 品番        | メーカー       | 備考   |
| 2011年   | 2011年    | 2011年      | 2011年         | 2011年 |
| -------- | --------- | ----------- | -------------- | ------ |
| 1月19日  | YURIA     | NATURAL-085 | Natural 9      |        |
| 2016年   |           |             |                |        |
| 4月2日   | JURI      | AKO-242     | A子さん        |        |
| 2020年   |           |             |                |        |
| 10月30日 | JULIA先生 | HMHI-590    | はめチャンネル |        |
| 11月27日 | JULIA 2   | HMHI-617    | はめチャンネル |        |
| 12月26日 | JULIA 3   | HMHI-639    | はめチャンネル |        |
| 12月26日 | JULIA 4   | HMHI-640    | はめチャンネル |        |

### イメージDVD / BD
| 発売日   | タイトル                          | 規格品番  | 規格品番  | メーカー           | 備考   |
| 発売日   | タイトル                          | DVD       | BD        | メーカー           | 備考   |
| 2012年   | 2012年                            | 2012年    | 2012年    | 2012年             | 2012年 |
| -------- | --------------------------------- | --------- | --------- | ------------------ | ------ |
| 7月12日  | Jの奇跡 神秘的裸体                | REBD-022  | REBDB-007 | REbecca            |        |
| 9月28日  | ヌーディアン魂 JULIA              | NDTM-002  |           | ヌーディアン魂     |        |
| 2013年   |                                   |           |           |                    |        |
| 8月8日   | Julia2 あの素晴らしいJをもう一度  | REBD-055  | REBDB-041 | REbecca            |        |
| 2014年   |                                   |           |           |                    |        |
| 2月6日   | Julia3 究極のJカップ伝説          | REBD-066  | REBDB-052 | REbecca            |        |
| 9月4日   | Julia4 永遠に美しき女神           | REBD-079  | REBDB-065 | REbecca            |        |
| 2015年   |                                   |           |           |                    |        |
| 3月19日  | Julia5 女神の微笑は美の極致       | REBD-099  | REBDB-085 | REbecca            |        |
| 8月29日  | JULIAはオレのカノジョ。           | GASO-0045 |           | GARDEN             |        |
| 9月3日   | Julia6 悩殺の女神、南国にて       | REBD-126  | REBDB-112 | REbecca            |        |
| 12月25日 | JULIAはオレのカノジョ。2          | GASO-0071 |           | GARDEN             |        |
| 2016年   |                                   |           |           |                    |        |
| 4月27日  | エロキュート JULIA                | ECR-0090  |           | オルスタックソフト |        |
| 6月2日   | Julia7 Natural Lucky Seven        | REBD-169  | REBDB-155 | REbecca            |        |
| 8月19日  | à nu JULIA                        | LV-11     |           | Lavie / DIGIPLAN   |        |
| 10月20日 | Julia8 海と空と太陽の女神         | REBD-192  | REBDB-178 | REbecca            |        |
| 2017年   |                                   |           |           |                    |        |
| 7月28日  | 僕のお嫁さんはJULIA               | EHM-0006  |           | オルスタックソフト |        |
| 10月5日  | Julia9 君に笑顔の花束を           | REBD-268  | REBDB-254 | REbecca            |        |
| 2018年   |                                   |           |           |                    |        |
| 4月27日  | エロキュート JULIA 2              | ECR-0102  |           | オルスタックソフト |        |
| 11月1日  | やりすぎっ JULIA                  | MMND-161  |           | 未満               |        |
| 11月22日 | Julia10 memorial ～New and Best～ | REBD-346  | REBDB-332 | REbecca            |        |
| 2019年   |                                   |           |           |                    |        |
| 3月29日  | エロキュート JULIA 3              | ECR-0104  |           | オルスタックソフト |        |
| 11月21日 | Julia11 神乳進化論                | REBD-425  | REBDB-411 | REbecca            |        |
| 2020年   |                                   |           |           |                    |        |
| 10月22日 | Julia12 天女は碧き海のほとりに    | REBD-501  | REBDB-487 | REbecca            |        |
| 2021年   |                                   |           |           |                    |        |
| 11月4日  | Julia13 Siren’s temptation        | REBD-598  | REBDB-598 | REbecca            |        |
| 2022年   |                                   |           |           |                    |        |
| 10月6日  | Julia14 永遠の約束                | REBD-687  | REBDB-673 | REbecca            |        |
| 2023年   |                                   |           |           |                    |        |
| 11月2日  | Julia15 Bright eroticism          | REBD-789  | REBDB-774 | REbecca            |        |
| 2024年   |                                   |           |           |                    |        |
| 10月3日  | Julia16 永遠なる美の世界          | REBD-876  | REBDB-861 | REbecca            |        |

### 写真集
- JULIA 性 ～さが～（2012年2月10日、双葉社、撮影：浜田一喜）ISBN 978-4-575-30388-9 [43]
- 蜜ぱら JULIA写真集（2013年12月14日、竹書房、撮影：福島裕二）ISBN 978-4-8124-9760-9 [44]
- JULIA写真集 『偏愛』（2015年3月6日、双葉社、撮影：福島裕二）ISBN 978-4-575-30836-5 [45]
- Jの奇跡（2016年5月25日、彩文館出版、撮影：福島裕二）ISBN 978-4-7756-0578-3 ※3000部限定愛蔵版[46]
- JULIA in Australia JULIA写真集（2018年1月25日、彩文館出版、撮影：福島裕二）ISBN 978-4-7756-0596-7 ※3000部限定愛蔵版[47]
- 神ぱら JULIA（2018年12月1日、竹書房、撮影：柳沢康太）ISBN 978-4-8019-1688-3 [48]
- J connection JULIA写真集（2020年1月12日、彩文館出版、撮影：福島裕二）ISBN 978-4-7756-0619-3 ※3000部限定愛蔵版[49]
- J body JULIA写真集（2021年1月17日、彩文館出版、撮影：福島裕二）ISBN 978-4-7756-0633-9 ※3000部限定愛蔵版[50]
- secret J JULIA写真集（2022年3月3日、彩文館出版、撮影：福島裕二）ISBN 978-4-7756-0649-0 ※3000部限定 豪華愛蔵版[51]
- J Queen JULIA写真集（2023年1月10日、彩文館出版、撮影：福島裕二）ISBN 978-4-7756-0659-9 ※3000部限定 豪華愛蔵版[52]
- J JEWEL JULIA写真集（2024年2月6日、彩文館出版、撮影：福島裕二）ISBN 978-4-7756-0672-8 ※3000部限定 豪華愛蔵版[53]
- J passion JULIA写真集（2024年11月30日、彩文館出版、撮影：福島裕二）ISBN 978-4-7756-0680-3 ※3000部限定愛蔵版[54]
- JULIA写真集「JULIA THE BEST 2016-2025 limited edition book」（2025年8月29日、彩文館出版、撮影：福島裕二）ISBN 978-4-7756-0687-2 ※3000部限定 愛蔵版[55]

### ポーズ集
- スーパー・ポーズブック ヌード●バラエティ編5 Gorgeous（2015年8月19日、コスミック出版、撮影：KANJI、監修：島本耕司）ISBN 978-4-7747-9127-2
- スーパー・ポーズブック Special編02（2016年8月23日、コスミック出版、撮影：KANJI、監修：島本耕司）ISBN 978-4-7747-9134-0 [注釈 2]
- WET NUDE POSE BOOK（2018年8月1日、ワニブックス、撮影：YASU）ISBN 978-4-8470-8139-2[注釈 3]

### デジタル写真集
- エロリンピック開幕 オッパイ! チャチャチャ JULIA（2月21日、アイロゴス）
- マネキン JULIA（4月11日、アイロゴス）
- 華麗なる誘惑 JULIA（4月25日、アイロゴス）
- 忘れられない女 JULIA（5月9日、アイロゴス）

- JUICY HONEY VOL.42 JULIA（11月22日、ジューシーハニー、撮影：篠原潔）

- JUICY HONEY PLUS 2 JULIA（4月4日、ジューシーハニー、撮影：篠原潔）
- JUICY HONEY PLUS ＃6 JULIA（9月7日、ジューシーハニー、撮影：篠原潔）
- 極BODY JULIA（12月17日、FANZA BEAUTY COLLECTION）※FANZA限定配信。

- 11月19日はいい熟女の日熟女人妻キャンペーン 熟女人妻スナックグラビア（10月29日、FANZA BEAUTY COLLECTION）※FANZA『11月19日はいい熟女の日 熟女人妻キャンペーン』キャンペーンガールによるデジタルフォトブック。FANZA限定配信。

- FRIDAYデジタル写真集 JULIA エロスの極み vol.1（2月4日、講談社）
- FRIDAYデジタル写真集 JULIA エロスの極み vol.2 オール未公開100カット超完全版（2月4日、講談社）

- JULIA Please Eat me vol.1 FRIDAYデジタル写真集（2月10日、講談社）
- JULIA Please Eat me vol.2 オール未公開100カット超完全版 FRIDAYデジタル写真集（2月10日、講談社）
- JULIA 焦らして、乱れて… FRIDAYデジタル写真集（10月13日、講談社、撮影：篠原潔）

- JULIA 神秘的美裸身 vol.1 FRIDAYデジタル写真集（1月19日、講談社）
- JULIA 神秘的美裸身 vol.2 FRIDAYデジタル写真集（1月19日、講談社）
- JULIA 神秘的美裸身 vol.3 オール未公開100カット超完全版 FRIDAYデジタル写真集（1月19日、講談社）
- JULIA Legend（2月9日、徳間書店、撮影：ICHI）
- JULIA 裸舞物語 vol.1 FRIDAYデジタル写真集（12月6日、講談社）
- JULIA 裸舞物語 vol.2 FRIDAYデジタル写真集（12月6日、講談社）
- JULIA 裸舞物語 vol.3 オール未公開100ページ超完全版 FRIDAYデジタル写真集（12月6日、講談社）

## その他製品

### トレーディングカード
2016年
- ジューシーハニー コレクションカード Vol.33 白石茉莉奈 JULIA 希崎ジェシカ（4月30日、株式会社ミント）
- ジューシーハニー コレクションカード THE LUXURY EDITION 2016 天使もえ JULIA 園田みおん 桃乃木かな（12月24日、株式会社ミント）

2017年
- ジューシーハニー コレクションカード THE DELUXE 2017 桐谷まつり JULIA 高橋しょう子 佐倉絆（7月1日、株式会社ミント）

2018年
- ジューシーハニー コレクションカード Vol.42 飛鳥りん JULIA 吉高寧々 （6月23日、株式会社ミント）

2019年
- ジューシーハニー コレクションカード PLUS #2 AIKA JULIA 本庄鈴 桃乃木かな（4月27日、株式会社ミント）

2020年
- ジューシーハニー コレクションカード PLUS ＃6 霧島さくら 桜羽のどか JULIA 高橋しょう子（4月25日、株式会社ミント）
- ジューシーハニー コレクションカード15thアニバーサリー（8月22日、株式会社ミント）- ジューシーハニー15周年記念商品。JULIAの撮り下ろしカードを収録。

2021年
- ジューシーハニー コレクションカード LUXURY EDITION 2022 青空ひかり 楓カレン JULIA 桃乃木かな（12月25日、株式会社ミント）

2022年
- CJ SEXY CARD SERIES VOL.85 JULIA OFFICIAL CARD COLLECTION ～妖艶 Bewitching～ 12パック入りBOX （3月26日、ジュートク）

2023年
- ジューシーハニー コレクションカード PLUS ＃17 白桃はな JULIA 三上悠亜 時田亜美（2月25日、株式会社ミント）
- CJ SEXY CARD SERIES VOL.100 JULIA OFFICIAL CARD COLLECTION ～あなたの感度は何%～（6月24日、ジュートク）

2024年
- CJ SEXY CARD SERIES VOL.109 JULIA OFFICIAL CARD COLLECTION ～J♡Love～（3月30日、ジュートク）
- ジューシーハニー PLUS ＃23 渚恋生 JULIA 美乃すずめ 美谷朱音（8月31日、株式会社ハバロッサ）

2025年
- CJ SEXY CARD SERIES VOL.125 JULIA OFFICIAL CARD COLLECTION ～J Collection～（7月26日、ジュートク）

### カレンダー
- JULIA 2013年カレンダー（トライエックス）
- JULIA 2014年カレンダー（トライエックス）
- JULIA 2015年カレンダー（2014年10月18日、トライエックス）
- JULIA 2016年カレンダー（2015年10月24日、トライエックス）
- JULIA 2017年カレンダー（2016年10月22日、トライエックス）
- JULIA 2018年カレンダー（2017年11月1日、トライエックス）
- JULIA 2019年カレンダー（2018年10月27日、トライエックス）
- JULIA 2020年カレンダー（2019年11月9日、トライエックス）
- JULIA 2021年カレンダー（2020年11月14日、トライエックス）
- JULIA 2022年カレンダー（2021年11月13日、トライエックス）
- JULIA 2023年カレンダー（2022年12月20日、C-more ENTERTAINMENT）
- JULIA 2024年カレンダー A2サイズ（2024年1月10日、C-more ENTERTAINMENT）

### フィギュア
- PLAMAX Naked Angel 1/20 JULIA（2020年4月、マックスファクトリー）

### アダルトグッズ
オナホール
- JULIA+（2012年8月25日、EXE）
- JULIAのオナホ（2014年2月25日、KING）
- ENJOY TOYS 極み造形 JULIA【ヌキドール付き】（2014年11月8日、ENJOY TOYS）
- リアルボディ JULIA（2015年12月19日、SSI JAPAN）
- JAPANESE REAL HOLE JULIA（2018年11月24日、EXE）
- JAPANESE REAL HOLE 淫 JULIA（2019年11月7日、EXE）
- 狂乱淫靡 AV女優 JULIAを本気再現!! 神BODYホール（2020年1月7日、EXE）
- 狂乱淫靡 AV女優 JULIAの上と下を堪能!! ふぇらまん2WAYホール（2020年1月7日、EXE）
- JULIA+（2020年2月24日、EXE）
- 神フェラ クラシック JULIA（2023年9月15日、SSI JAPAN）
- 日本の名器 JULIA（2023年9月27日、SSI JAPAN）
- 新 熟女の星 JULIA（2023年12月5日、日暮里ギフト）
- 萌えあがる発情美人妻 完熟名器物語 JULIA（2024年8月20日、日暮里ギフト）

ラブドール
- JULIA Doll/身長158cm/バストFカップ/素材シリコンヘッド＋TPEボディ（2022年2月18日、True Idols）
- True Idols シリコンヘッド + TPE製ボディ Julia 巨乳 158cm（2023年7月3日、True Idols）

ローション
- 神フェラ唾液ローション JULIA 180ml（2023年11月28日、SSI JAPAN）
- 日本のローション JULIA 180ml（2023年11月28日、SSI JAPAN）
- JULIAの熟女愛液ローション 80ml（2023年12月5日、日暮里ギフト）
- 淫乱美人妻発情汁 JULIA 80ml（2024年8月20日、日暮里ギフト）

バイブ・ローター
- 狂乱淫靡 AV女優 JULIAが本気でイッちゃった!! 5点責めHighPowerローター（2020年1月7日、EXE）
- 狂乱淫靡 AV女優 JULIAが本気でイッちゃった!! カリイボBIGバイブ（2020年1月7日、EXE）

## 出演

### テレビ番組
- 裸美人 #13（2013年1月16日、エンタ!959）
- エンタ!959ライブ #3（2013年03月17日、エンタ!959）
- ジュリア先生が教えてあげる（2013年10月 - 2014年3月、エンタ!959）※全6回
- 極悪がんぼ 第1話（2014年4月14日、フジテレビ） [56] - 「チラシに映っている女性」で出演、ノンクレジット（CLAPのクレジットはあり）
- ダラケ! シーズン7 #6（2016年5月19日、BSスカパー）
- 湊、今からだべるってよ #14（2017年6月16日、エンタ!959）
- Sweet Angel #94（2018年12月1日、MONDO TV）
- もう!バカリズムさんの超H! #9（2019年10月29日、フジテレビONE）

### ネット番組
- 女優おんせんDX #2（2017年11月1日、J:COMオンデマンド）
- 発注歓迎!リベンジャーズ #10（2019年1月27日、AmebaTV）

### ミュージックビデオ
- 桑田佳祐 - Yin Yang（2013年）- カバーガール 役[57]
- 卍LINE - SEX & HIGH（2015年）

### オンラインゲーム
- 戦国愛撫 ～CHIGIRI～（DMM GAMES R18、提供元：株式会社WILL）- 紅槍の佐平次 役[58][59]
- 新宿スカウトバトル（2019年12月2日、DMM GAMES）- フィットネスジムのインストラクター・JULIA役[60]
- 社長と美女たちの二重奏（2024年3月6日[61]、CREAM SOFT）- 空羽千花 役[62]

### パチンコ
- CRジューシーハニー2（2018年7月、サンセイアールアンドディ）[63]
- PジューシーハニーH（ハーレム）（2023年5月、サンセイアールアンドディ）

### 雑誌
連載
- 悩めるオトナの「SEX治療淫」（2016年9月29日号[64] - 2017年8月17日号、日本ジャーナル出版「週刊実話」） - JULIA、辻本杏、水野朝陽による持ち回り連載。

掲載
- 増刊大衆 2012年1/29号（双葉社）- グラビア「2012 スクープヌード9連発!」
- FRIDAY 2012年11/23号（講談社）- 袋とじ「Jカップのスーパーヌードル JULIA  これが神ボディヘアヌードだ」
- 月刊DMM 2015年3月号（ジーオーティー）- 表紙
- 素っぴんDMM 2014年3月号（ジーオーティー）- 表紙&グラビア
- 月刊DMM 2015年10月号（ジーオーティー）- 表紙
- 月刊DMM 2016年8月号（ジーオーティー）- インタビュー
- 週刊実話 2016年10月27日号（日本ジャーナル出版）- グラビア「JULIA 耽溺」
- 週刊実話 2016年11月24日号（日本ジャーナル出版）- グラビア「JULIA 悩殺Jカップ」
- 週刊実話 2016年12月29日号（日本ジャーナル出版）- グラビア「JULIA  完熟 淫BODY」
- 週刊実話 2017年6月8日号（日本ジャーナル出版）- グラビア「きれいな巨乳は好きですか?」
- ズバ王 2017年11月号（ジーオーティー）- 表紙&グラビア
- 週刊実話 2018年2月8日号（日本ジャーナル出版）- グラビア「JULIA 日だまり巨乳」
- 週刊実話 2018年3月8日号（日本ジャーナル出版）- グラビア「女体ユートピアにようこそ♡ 桐谷まつり、辻本杏、JULIA、明里つむぎ」
- 週刊実話 2018年5月10・17日合併号（日本ジャーナル出版）- グラビア「JULIA 乱れ浴衣」
- 月刊DMM 2018年7月号（ジーオーティー）- インタビュー
- 月刊DMM 2018年8月号（ジーオーティー）- インタビュー
- FLASH 2019年2/5号（光文社）- 付属ポスター「JULIA 憧れおっぱい原寸大!」
- 週刊実話 2019年2月21日号（日本ジャーナル出版）- グラビア「JULIA 裸の楽園」
- 週刊実話 2019年10月24日号（日本ジャーナル出版）- グラビア「JULIA 完全解放」
- 週刊実話 2020年1月30日号（日本ジャーナル出版）- 袋とじ「JULIA 肉弾レッスン」
- 週刊実話 2020年6月18日号（日本ジャーナル出版）- 袋とじ「つぼみ、長瀬麻美、JULIA…etc. 禁断不倫と絶頂SEX」
- 週刊実話 2020年6月25日号（日本ジャーナル出版）- 袋とじ「JULIA 甘い谷間」
- 週刊実話 2020年8月13日号（日本ジャーナル出版）- 袋とじ「JULIA 神乳降臨」
- 週刊実話 2020年11月12日号（日本ジャーナル出版）- グラビア「JULIA 野生解放」
- 週刊実話 2021年5月20日号（日本ジャーナル）- 袋とじ「JULIA J乳に誘われて…」
- 週刊実話 2021年9月9日号（日本ジャーナル出版）- 袋とじ「JULIA よろめき浴衣妻」
- 週刊実話 2021年10月7日号（日本ジャーナル出版）- 袋とじ「JULIA・水野朝陽・本庄鈴etc. ハダカの女神6人 南国で脱いじゃった」
- 週刊実話 2021年11月18日号（日本ジャーナル出版）- 袋とじ「JULIA 爆乳日和」
- 実話BUNKA超タブー 2023年3月号（コアマガジン）- 【豪華保存袋とじ】「JULIA 10年変わらない麗しの101センチJカップ」実話BUNKA超タブー 2023年3月号（コアマガジン）- 【豪華保存袋とじ】「JULIA 10年変わらない麗しの101センチJカップ」

### Webグラビア
- Graphis Gals「Back to the Future」（2012年6月8日、撮影：街田和由、グラフィス）
- Graphis Gals「Almost Ready」（2016年2月19日、撮影：福島裕二、グラフィス）
- Graphis Gals「Vivacity Shine」（2016年9月9日、撮影：福島裕二・柳沢こうた、グラフィス）
- Graphis SPECIAL GRAVURE「WINTER SPECIAL 2017 SEXY DIVA」（2017年12月28日、撮影：福島裕二、グラフィス）
- Graphis LIMITED EDITION（2018年10月、撮影：福島裕二、グラフィス）
- Graphis WINTER SPECIAL 2018 「Wild & Beauty」（2018年11月、撮影：柳沢こうた、グラフィス）